# ヴィリー・ブラント
ヴィリー・ブラント（Willy Brandt、1913年12月18日 - 1992年10月8日）は、ドイツ連邦共和国（旧西ドイツ）の政治家。第4代連邦首相（1969年 - 1974年）。ドイツ社会民主党 (SPD) 党首（1964年 - 1987年）。リューベック出身。

## 概要
労働者の家庭に生まれ第二次大戦前にドイツ社会民主党に所属し、その後に党を離れたが反ナチス活動でノルウェーに逃れる。戦後は西ドイツの社会民主党に戻り、西ベルリン市長となって、1958年のベルリン危機、1961年のベルリンの壁の建設に対処し、1964年に社会民主党党首となった。1966年にキリスト教民主（社会）同盟との大連立内閣を組んでキージンガー内閣で外相となり、1969年秋に自由民主党と連立内閣を組み、戦後初の社会民主党党首として首相に就任した。在任中は積極的な東方外交を展開して、東西の緊張緩和を進め、東ドイツとも基本条約を結んで両ドイツ間の懸案を少しずつ解決していくことを示した。1971年ノーベル平和賞を受賞したが、1974年に秘書のギュンター・ギヨームが東ドイツ国家保安省の潜入させていたスパイと発覚した（ギヨーム事件）により首相を辞任した。後に社会主義インターナショナル議長（1976年 - 1992年）を務めた。

## 経歴

### 生い立ち
ヴィリー・ブラントの生い立ちはかなり複雑で、私生児であることから、政敵の攻撃を受けることが多かった。1961年夏のベルリンの壁建設の時も当時のアデナウアー首相に選挙演説で出生のことを揶揄されたりしたが、ブラントは一切ごまかそうとせず、かえって周囲の評価を高めた。
本名はヘルベルト・エルンスト・カール・フラーム (Herbert Ernst Karl Frahm) で、1913年12月18日、リューベックで生まれ、父はヨーン・メラー、母はマルタ・フラームであった。2日後にリューベックの出生登録簿に生まれた男子の名前と母のみの登録がされ、婚外子であった。
教会も私生児には冷たく、近所のルター派教会は私生児であることを理由に洗礼を授けることを拒んだため、母マルタ・フラームは1914年2月26日、市内の離れた場所にある同じルター派の聖ローレンツ教会に幼子を連れて行きブラントはここで洗礼を受けた。
母マルタ・フラームの父（ブラントの祖父）はルートヴィッヒ・ハインリヒ・カール・フラームで母はヴィルヘルミーネ・エーヴェルトであったが、このブラントの母方の祖母はブラントが生まれる数週間前に亡くなった。そして母マルタは祖父ルートヴィッヒの実子ではなくヴィルヘルミーネが未婚時に生まれた娘であった。しかしルートヴィッヒは父親としてマルタを育て、そしてマルタが生んだブラントの父親代わりとなって幼少期にはパパと呼ばれ、ブラントの高校卒業証書でも父親と記入されていた。やがて第一次世界大戦で、祖父ルートヴィッヒは徴兵で戦線に赴き、4年後の大戦の終わりで戻り、1919年に10歳年下のドロテーア・シュタールマンと再婚した。そして母マルタの方も息子を養うため厳しく働かねばならなかった。そして1926年に左官職人頭のエミール・クールマンと結婚した。この時マルタは32歳でブラントは13歳であった。母はマルタ・クールマンとなり、やがて異父弟ギュンター・クールマンが生まれている。母マルタは「余り気張らない質で自然に愛着を持ち教養を渇望していた」とされ、「太り気味だが活発」であったとブラントは後に語っている。1969年8月に75歳で亡くなったが、これはブラントが首相に就任する2カ月前であった。
そして父ヨーン・メラーについて、ブラント自身が本当の父親を知ったのは戦後になってからで、母マルタに思い切って手紙で問い合せた時に母から送ってきたメモ用紙に書いていた名前がヨーン・メラーであった。1949年5月に姓名変更の申請手続きをした時に、ブラントはこの名前を父親欄に記入している。そして1961年6月に当時西ベルリン市長として東西対立の狭間で苦悩していた時期に、ゲルト・アンドレ・ランクという人物から手紙が来て、実父の消息を知った。実父は第一次世界大戦で記憶能力が損なわれ、戦後は会計係として働き1958年にハンブルクで亡くなっていた。そして「並外れた深い人間味の持ち主で、周囲の人々に強い印象を与える品格の持ち主」であり、「穏やかで円満で思慮深い人」であったという。ブラントは父親についてほとんど何も語らず、75歳になって書いた「回想録」で初めてこのことを明らかにした。

### 優秀な学業成績
育ての親でもある母方の祖父ルートヴィッヒ・ハインリヒ・カール・フラームはいろいろと面倒を見てくれたが、必ずしも父親代わりにはなれなかった。しかし第一次大戦から帰還した祖父がいることで行動や指針の面で頼りになる男性を身近にもって、6歳以降にブラントは成長していく。そして祖父ルートヴィッヒはトラック運転手として働き、ブラント少年に和やかな子ども時代を過ごさせ、社会主義的な労働運動への道に導き、専門の養成教育が受けられるようにして、その性格形成に大きく関わった一人である。
ブラントは聖ローレンツ少年中等学校で7年間通い、1927年にレアール・シューレに1年間学び、その後大学進学をめざすレアール・ギムナージウムへと進んだ。1920年代に労働者の子弟で高等教育機関に進学できるのは、ほんの僅かな数であった。1932年2月26日に高等学校課程の修了試験アビトゥーア試験に合格し、「秀」の評価を受けた。

### 青年活動から政治活動へ
しかしブラントは高校生の時には政治に参加していた。祖父ルートヴィッヒがドイツ社会民主党（SPD）党員で市議会議員選挙にも出馬したことがあり、ブラントは労働者スポーツの子どもクラブに入り、その後労働者マンドリンクラブに入り、そして14歳で自分の居場所を社会主義の青年運動に見出し、やがて社会主義労働者青少年団に入った。これはワンダーフォーゲルとボーイスカウトをミックスしたような団体であったと後にブラント自身が語っていたが、生涯を通してそうした青年運動が自分にとって連帯の体験、家庭の代用そして個人的な能力テストの基盤として大きな意味を持っていた、と述べて自然やキャンプ生活、野外のキャンプファイヤーで唄うのが好きな青年であった。そして16歳の時、1929年8月27日にリューベックの社会民主党機関誌『民衆の使者』に記事を寄稿し、翌1930年に17歳でドイツ社会民主党（SPD）に入党する。学校に通う間も地元機関紙に繰り返し寄稿し、その編集長であるユリウス・レーバーの影響を受けた。だが少年時代から急進左派に属していたブラントは、1931年10月にレーバーや社会民主党（SPD）と決別し、ドイツ社会主義労働者党（SAP）に入党したことで、レーバーの世話で受けるはずだったSPDの奨学金が受け取れなくなったため、ブラントは大学進学を諦めて地元の造船所で働いた。そして地元の機関誌『民衆の使者』の編集からも1931年10月に去っている。ただこの『民衆の使者』の編集は若い彼にとって理想的な職業訓練の場となった。この『民衆の使者』編集部の同僚は後に「この若い社会主義者は官憲の反応を意に介さず、自分の考えをはっきりと述べる勇気と率直な姿勢に少なからぬ人たちが感銘を受けて、目立つ存在であった。」と語っている。

### 反ナチス活動
1933年1月30日にナチス政権が誕生し、2月27日に国会議事堂が炎上し、共産党も社会民主党もドイツ社会主義労働者党(SAP)も活動が禁止され、党指導者も解党方針を出したが党員の一部は反発して3月11日にドレスデンで秘密裡に集まり党の存続を決め、党事務所をノルウェーのオスロに置くこととし、その事務所の責任者を決めたが直後に逮捕されたため、この時まだ20歳前であったブラントを責任者としてオスロに送り込むことになった。1933年4月1日から2日にかけてブラントはリューベック北方20キロの港から船でドイツを離れて、まずデンマークに向かった。身に付けていたものは下着数枚と『資本論』第1巻と祖父がくれた100マルクの現金であった。祖父ルートヴィッヒとはこれが永遠の別れとなった。そして1歳下の女性ゲルトルート・マイヤーが彼を追っていた。

#### オスロでの党活動
デンマークに到着後コペンハーゲンで数日滞在した後にノルウェーのオスロに向かった。そしてオスロで党組織再建のための活動に従事し、遅れてこの1933年夏にゲルトルート・マイヤーがオスロに来て、二人は一緒に住むことになった。このゲルトルート・マイヤーはその3年後の1936年2月にノルウェー人「グナル・ガースラント」と偽装結婚してノルウェーの国籍を取得して、以降ドイツへの連絡役を無難にこなした。このブラントとゲルトルート・マイヤーは1939年春まで一緒にいたが結婚はしなかった。そして名目上の夫であるグナル・ガースラントはブラントを支援し仲間として旅行やスポーツなどの活動に積極的に参加し、そして1936年に危険なベルリンへの潜入のために偽造パスポートに自分の名前を使わしてくれた人物であった。ブラントはまたこのオスロ仲間の一人から警察の追及を避けるためにオスロ大学に籍を置くことを勧められて、学籍登録して歴史学を専攻した。そしてこのオスロ大学でアンナ・カルロータ・トルキルゼンというノルウェー人女性と知り合った。
ブラントのオスロでの任務はドイツ社会主義労働者党（SAP）のノルウェー海外事務所を設立し、同時に外国における党の青年同盟の活動をコーディネートすることであった。そして彼の折衝相手はノルウェー労働党であり、この党はブラントを経済的支援をして、またブラントが警察の手で故国へ送還されるのを防いでくれた。ただ当時のオスロのドイツ外交部には「フラーン（Frahn）という名のアジテーターが登場している」という1933年8月9日付けのメモがあった。ノルウェーでの滞在許可が下りた時に政治的活動はしないとの条件が付けられていたが、ブラントはそれに従うつもりはなく、1933年4月11日付けのノルウェー労働党の機関紙に寄稿記事を書き始め、さまざまなペンネームを使って、やがてオスロに集まった亡命者のための新聞の活動を展開して、このオスロにいる時代にジャーナリストとして活躍していった。そしてこの時に“ヴィリー・ブラント”を名乗り、やがてオランダやフランスのパリ、ベルギーそして元のドイツのベルリンを訪ね、ベルリン滞在中はノルウェー人になりきり、ノルウェー語なまりのドイツ語を話していた。
1936年のクリスマス直前にブラントはベルリンを去ってチェコスロバキアを訪ね、ここでユダヤ系オーストリア人ブルーノ・クライスキーと知り合った。その後ポーランドを経てオスロに戻ったが、すぐにドイツ社会主義労働者党指導部からバルセロナに行きスペイン内戦の状況についての報告を求められて、1937年2月にスペインに向かい、そしてこのスペイン内戦の取材活動を行った。ここでブラントは左翼陣営内の争いを見て、コミンテルンの横暴を知り、それは後々まで忘れることはなかった。1937年6月にスペインを離れパリに到着し、ドイツ社会主義労働者党指導部の拡大会議に出席してスペイン内戦の報告を行った際に、「己に同質化しようとしないあらゆる勢力を殲滅しようとするコミンテルン」を非難し「国際的な労働運動はコミンテルンのその種の攻撃を防ぐ必要がある」と述べて「インチキな手段、下品な中傷、虚偽、テロルという手段を阻止しなけらばならない」と述べた。このスペイン内戦でブラントがスターリン主義の共産主義相手になめた経験は、社会民主主義でも急進派であったブラントを主流派に再び接近する重要なインパクトとなった。またブラントのその後の政治的な経歴にとって決定的な部分となったのはノルウェー労働党であった。早くにコミンテルンから離れ1939年までに路線転換して、改革政策で労働者階級の利害と要望に応え成果を上げていることをブラントは学んだ。

### 戦時下の活動

#### 国籍剥奪
1938年にドイツ国籍をはく奪される。この前年5月にパリのドイツ大使館にヘルベルト・フラーム某なる者がフランスと北の国々との間を亡命者組織のための伝令役として行き来しているとのメモが届いていたが、まもなくこの人物がヴィリー・ブラントと同一人物であることを掴んでいた。ブラントにとってノルウェーに国籍の取得申請をするしか選択肢はなかった。そして彼はここでノルウェー国籍を取得する。この時にオスロ大学で知り合ったアンナ・カルロータ・トルキルゼンと再会し彼女も力づけてくれた。ブラントよりも10歳年上の彼女はノルウェー人の父とドイツ人の母の間にケルンで生まれ、知的で文学的な興味の持ち主でこの時はオスロの比較文化研究所で秘書として働いていた。

#### 第二次大戦勃発
翌1939年8月24日にブラントは信じられない思いで独ソ不可侵条約が締結されたことを知った。スターリンとヒトラーが手を結んだことで、ブラントはヤーコブ・ヴァルヒャー党首に手紙を送り「今や革命勢力としてのソビエトをヒトラーと並ぶ第一級の反動勢力」と非難し、スターリンを過大に評価することの危険性を述べてソ連で起こっていることは恐るべきことだ、と書いて国内における血の粛清にも触れて、「社会主義は真にその名に値する政策を実行しようとするなら、自由とデモクラシーに基づくものでなかればならない」と述べた。これが「民主主義的社会主義」という理念を誕生させ、20年後の1959年にドイツ社会民主党がそれまでの階級政党から大衆政党に路線転換したゴーデスベルク綱領を採択した。ブラントは1986年に「社会主義はデモクラシーによってのみ実現されるものであり、デモクラシーは社会主義によって実現するのだ」と語っている。そのほぼ1週間後にナチスドイツはポーランドに侵入し、英仏両国は宣戦布告し第二次大戦が始まった。そしてソ連も東からポーランドに侵入した。

#### スウェーデンに亡命
そして翌1940年4月8日にカルロータから妊娠を打ち明けられ、また初めてノルウェーで自著を刊行したその日の次の早朝、ドイツ軍がノルウェーとデンマークに侵攻した。ノルウェーがドイツ軍に占領されたとき、ブラントは捕虜になるが、ノルウェー軍の軍服を着て正体がばれずに6月には釈放されて、スウェーデンに向かった。しばらくしてまたもう一度オスロに戻るが1941年の初めにストックホルムに滞在し、5月にオスロからスウェーデンに来たカルロータと結婚した。この時に彼が所持していた身分証明書は本来の「フラーム」の名前であったので、カルロータと「フラーム」の姓でストックホルムで暮らし、同年10月30日に女の子を出産してニーニャと名付けた。しかしカルロータとの結婚生活はわずか2年で破局で終わった。
スウェーデンは中立国の立場であったが公安警察はたびたびブラントを逮捕・拘留した。ただロンドンに移ったノルウェーの亡命政府が彼の国民証明書を交付して、スウェーデンでは彼はノルウェー人として認められて国内での活動は比較的自由に出来てジャーナリストとして記事を書き、4冊の著書も書いた。1941年6月22日にドイツは突然ソ連を急襲し、ドイツ人亡命者の状況も根本的に変化した。そしてこの当時の中立国の首都ストックホルムは世界各国の秘密諜報機関の暗躍の場であり、ブラントはノルウェーの友人からの情報をソ連、イギリス、アメリカの情報機関に情報提供したりしていた。
1941年10月9日にブラントは亡命SPD(ナチスに活動禁止を命じられた社会民主党が当初はプラハに、そしてその後にパリに移っていた)に加入することを明らかにした。この時にアメリカに亡命していたドイツ社会主義労働者党（SAP）のメンバーは驚き、党首のヤーコプ・ヴァルヒャーも「面目を潰されるような一撃」と受け取った。
この亡命先でユダヤ系オーストリア人ブルーノ・クライスキーと再会し、彼とは1942年9月に「民主主義的社会主義者たちの国際的グループ」(小さなインターナショナル)という国際的な集まりのサークルに一緒に参加している。このグループからは戦後に他の国で大臣、議員、外交官として活躍した人もいて、そのうちヴィリー・ブラントとブルーノ・クライスキーはほぼ同時期に西ドイツとオーストリアの首相を務めている。この二人は終生の友となった。
1943年のブラントの30歳の誕生日の折りにノルウェー人のルート・ベルガウストという既婚女性と知り合った。ブラントより8歳年下でストックホルムのノルウェー大使館の報道部門に勤めていて、どちらも既婚(ブラントはこの時まだカルロータとは離婚していなかった)であったが、1944年夏頃には頻繁に会う仲となった。
1945年4月30日、ヒトラーが自殺して、5月8日にナチスドイツは無条件降伏した。ドイツ自身の未来はまだ何も分からない状態であった。

### 戦後
終戦後の1945年11月、ノルウェー紙の記者としてニュルンベルク裁判を取材するため9年ぶりにドイツに帰国した。ニュルンベルク裁判では占領軍政府の指示でノルウェー軍の制服を着て取材し、やがてオスロ時代の同志で後にノルウェーの外相となるハルヴァルト・ランゲの斡旋で1947年1月17日にベルリン駐留ノルウェー軍事使節団の報道担当官の職についた。しかしこうした立場では故郷ドイツの政治に働きかけをすることは出来ない認識して、同年11月に軍事使節団を辞した。

#### ベルリンSPD
1945年5月8日の無条件降伏後のドイツでは、6月11日にドイツ共産党(KPD)がソ連占領地区で創設され、6月15日にドイツ社会民主党(SPD)も新たに創立していた。共産党にはヴィルヘルム・ピークとヴァルター・ウルブリヒトが指導者として登場し決定的役割を果たした。社会民主党は当座の指導部として中央委員会が設けられ、そのスポークスマンとしてオットー・グローテヴォールが務めた。この他に6月26日にキリスト教民主同盟(CDU)、7月5日には自由民主党(FDP)が結成されて、これらドイツの伝統的政党が復活した7月にベルリンで4党で「反ファシズム民主諸政党統一戦線」をもとにして人事・教育・警察のポストに必ず共産党員がついていたが各党平等に行政を担当した。しかし、それから1年もたたない1946年春にソ連は共産党と当時ベルリンで最も有力であった社会民主党とを統一させて4月21日に社会主義統一党(SED)が結成された。この当時社会民主党内はグローテヴォールが率いるベルリングループとクルト・シューマッハーが率いるハノーファーグループが有力勢力であった。共産党との合併に反対であったシューマッハはベルリンに赴き説得し、3月31日に共産党との合併についての全党員を対象に特別投票が行われた。結果はベルリン西側地区32,547名のうち、投票数23,755名で賛成は僅か2,937名であった。東側地区はソ連が事前に形成不利を察知して投票を途中で打ち切り、そして共産党と社会民主党との合併を強行した。グローテヴォールはシューマッハーの反対を押し切ってSPDをKPDの側につき、社会主義統一党に参加した。
1946年10月20日にベルリン市議会議員選挙が全ての政党が参加して行われ、当時の有権者約230万人(投票率92％)の選挙結果はSPD-48.7％、 CDU-22.1％、SED-19.8％、LDP-9.4％であった。この初回選挙の結果、SPDのオストロウスキーが市長に就任したがまもなくSEDへの協力を誓った念書への署名をめぐって退職を余儀なくされ、その後任に同じSPDのエルンスト・ロイターが選ばれたがソ連は拒否権を行使したため就任出来なかった。ブラントにとって、このエルンスト・ロイターはやがてユリウス・レーバー、ヤーコプ・バルヒャーの後の彼の政治的指南役となった。
ブラントは、潜伏中の1936年に一時隠密に帰国したことを除けば、ほぼ12年ぶりに故国への復帰であったが、彼が戻ってきた時のドイツの政治状況は東西の対立が鮮明になった時期であった。しかも政治家としては社会民主党を離れて社会主義労働者党に加わり、社会民主主義者と共産主義者との間に位置する社会主義左派の立場で活動し、そして亡命して展望も無く1944年にこの立場を放棄して社会民主党に復党したことで政治的には挫折であった。けれどもブラントはそうした挫折をチャンスと捉え、再出発してベルリンへの新しい道を歩み始めた。そしてこの時のドイツ社会民主党はクルト・シューマッハが党首に選ばれて再建途上であったが、社会主義労働者党のヤーコプ・ヴァルヒャー党首がこの頃には東ドイツに行ったことで社会民主党内ではブラントを共産主義者と見る活動家がいて、彼の復党に反対する党員は多かった。しかしブラントは副党首エーリッヒ・オレンハウアーの推挙で1948年2月1日にベルリンの連合国占領軍との連絡員となった。
この後に、ドイツ社会民主党員として戦後の政治活動が始まったが、第二次世界大戦中に国外亡命していた事実、社会民主党を離れて社会主義労働者党に移り、その時の指導者ヤーコプ・ヴァルヒャーが戦後東ドイツの社会主義統一党に移ったこと、ナチスからノルウェーを逃れる際にノルウェーの軍服を着たこと、そしてニュルンベルク裁判でノルウェー軍の制服を着て軍事使節団に加わったこと、そして私生児であることなどが、のちに政敵に攻撃されることになる。

#### 国籍復活・再婚・改名

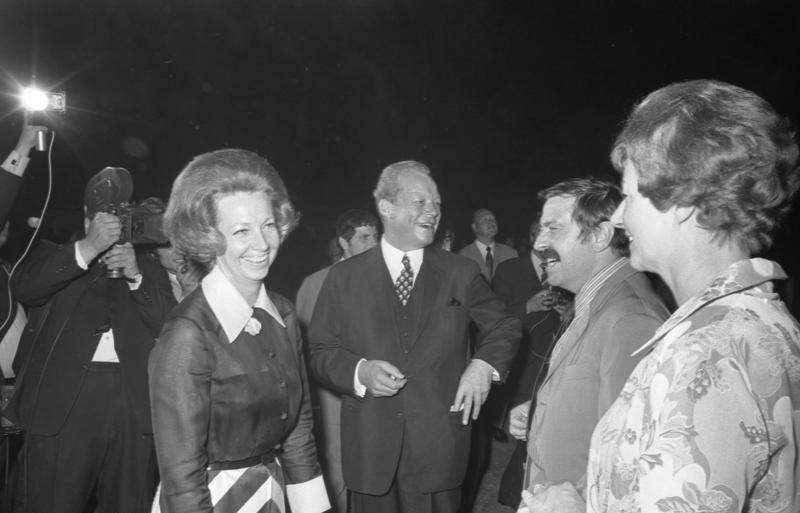
ヴィリーとルート夫人(左側)(1970年)

私生活では最初の結婚相手のカルロータと娘ニーニャはオスロに住み、恋人となったルート・ベルガウストもオスロに住んでいて、彼はベルリンで一人暮らしであったが、手紙をこの3人にずっと送り続け、結局この3人の女性たちとは生涯に渡って連絡を取り合った。ブラントにとってノルウェーは第二の故郷であり、カルロータとニーニャ、そしてルートとはノルウェー語で会話していた。1947年の春にルート・ベルガウストがベルリンにやって来て1948年9月4日に彼女と再婚し、数週間後の10月4日に長男ペーターが生まれた。この時はまだルート・フラーム、ペーター・フラームの名であった。
1948年7月1日にリューベック市を管轄するシュレースヴィヒ＝ホルシュタイン州から国籍復活の証明書を得て、1949年5月に姓名の変更申請を出した。そして同年8月2日に認可されて、この時にヘルベルト・エルンスト・カール・フラームからヴィリー・ブラントに正式に名前が変わった。

### ベルリン市議会議員及び連邦議員
ブラントがドイツ社会民主党に戻り、故郷のシュレースヴィヒ＝ホルシュタイン州の連邦議会議員候補になることを断って、ベルリンで活動を始めた頃は、ベルリンSPDではフランツ・ノイマンとエルンスト・ロイターとが党内で対立し、ブラントはロイターの側に立っていた。1949年8月にベルリン市議会でドイツ連邦共和国議会における初めてのベルリン代表議員の一人に選ばれた。同じ年にベルリンのヴィルマースドルフ支部の支部長となり、翌1950年には西ベルリン市議会議員にも当選する。この当時は彼の党内での基盤はまだ弱く、党内でのポスト争いで敗北を続けた、1952年4月の社会民主党の州委員長の選挙では193対63で敗れ、2年後も再度敗れて副委員長に収まっている。
ベルリン市議会でのSPDは1950年12月の選挙で20％の票を失い、1954年12月の選挙でも票を伸ばすことは出来なかった。しかしそれでも市議会では最大多数を占め、CDUと連立を組んで、市議会議長のポストを取っていた。そして1955年1月に市議会議長にブラントが決まった。この頃には西ベルリン市長エルンスト・ロイターが死去して、ブラントは政治的に頭角を現し始めていた。

#### アデナウアー首相就任

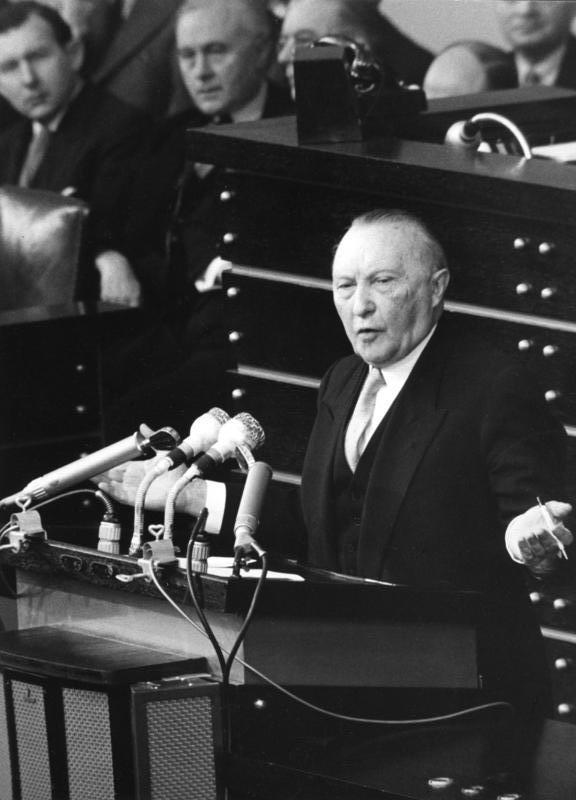
アデナウアー初代首相 (1955年)

東西冷戦のさなか、戦後ドイツでは東西ドイツに分裂して、1949年5月に建国した西ドイツは、同年8月14日に最初の連邦議会選挙を行い、社会民主党(SPD)は得票率では693万票(29.2％)・131議席を得て第1党となったもののキリスト教民主同盟(CDU)はバイエルンの姉妹党であるキリスト教社会同盟(CSU)と合せて736万票(31％)・139議席を取った。そして11.9％・52議席の自由民主党(FDP)と4％・17議席のドイツ党と連立を組み、9月15日にボンで開かれた第1回連邦議会での首相選出投票で社会民主党のクルト・シューマッハー党首を僅差で破ってコンラート・アデナウアーがドイツ連邦共和国初代首相となった。そしてアデナウアーは首相を辞任する1963年まで一貫して西ドイツと西側諸国との連携を目指した。
キリスト教社会同盟(CSU)は戦前のバイエルン国民党に発し、戦後はバイエルン州の地域政党として誕生した政党で、キリスト教民主同盟(CDU)とは組織的には別々の政党だが議会においては統一行動をとるため、CDU/CSUと表記されている。このCDU/CSU連合は第2回連邦議会選挙以降、概ね40％台の支持を得て自由民主党(FDP)などとの連立内閣を組織し、1969〜1982年及び1998〜2005年の社会民主党政権時代を除いて長期に渡って政権を担当した。
1950年6月の朝鮮戦争の勃発でアメリカは東西の緊張が高まったヨーロッパの状況から、英仏とともに西ドイツを再軍備させて東側陣営と対峙させることを狙い、欧州防衛共同体の設立を提案した。アデナウアー首相はドイツ分断が固定化されるリスクがあることを認識しながらも他の西側諸国との対等な立場を目指して参加の意思を表明した。この防衛共同体構想はフランスが議会での条約批准に失敗したため頓挫したが、西側との協調路線で特にフランスと緊密な関係を築き、経済政策や社会政策の分野でもかなりの成果を挙げた。1952年に、欧州石炭鉄鋼共同体に加盟し、西ヨーロッパに限定した欧州統合の動きに対応してやがて欧州経済共同体条約と欧州原子力共同体条約に調印し、西欧の経済統合が加速して西ドイツ経済の復興を促進させた。一方で軍事面では1955年に北大西洋条約機構(NATO)に加盟して、同時に西ドイツの主権を制約していた占領規約が解消され主権国家としての地位がほぼ回復した。東西冷戦で西ドイツは西側の軍事同盟に参加することで、主権回復と再軍備を果たすことになった。そしてアデナウアーは西側共同体の一部として、やがて米ソ間の緊張緩和が達成されてヨーロッパの再統合を通してドイツの再統一が可能となると考えていた。故に1952年3月にソ連のスターリン首相からの「ドイツを再統一し、中立化・非武装化・非ナチ化して全ての占領軍は撤退する」との提案を一蹴した。

#### 社会民主党の低迷
この間社会民主党は野党としてこれらの政策に反対して、特に西側諸国との連携そして統合についてはドイツの再統一を難しくするものとして批判した。社会民主党のシューマッハー党首も反共主義者であったがドイツ再統一の可能性を執拗に追及していた。そして後任のエーリッヒ・オレンハウアーも再統一を最重要課題に掲げ東西分断の固定化につながるアデナウアーの西側統合路線に抵抗した。しかし西ベルリン市長となったブラントは、このような党内主流の考えには与しなかった。自ら西ベルリンを指揮する立場から見れば、自由な西ベルリンの維持は西側列強の支援なしには不可能であり、それはすなわち西側共同体、あるいは西側軍事同盟としっかり結びつくことが必要であり、自由な世界の防衛に積極的に参加することを意味していた。この1950年代に社会民主党は低迷を余儀なくされた。そして1953年6月17日のベルリン暴動で西ドイツ内では西側諸国との強固な同盟関係を望んでいた人々にとっては自分たちの考えが実証されたと感じ、西ベルリンのSPD内のエルンスト・ロイターのグループも同じであり、ロイターの死後にブラントとその周囲もますます強くそう思うようになった。1953年の第2回連邦議会選挙で得票率28.2％と低迷し党員も1950年の68万人が58万人に減少した。
1956年11月にハンガリー動乱が起こり、まだベルリン暴動の記憶が生々しい西ベルリンではシェーネベルクの市庁舎前広場で抗議集会が開かれた際に激高した市民がブランデンブルク門に向かったことで、ブラントは一触即発の事態を回避するために車の上からの呼びかけて、デモ隊をうまく西地区の記念碑に誘導して、ドイツ国歌を抵抗心を込めて歌おうと呼びかけて事態を鎮静化させた。このことでブラントはベルリン市民の心に残った。だがハンガリー動乱で再統一の可能性は薄らぎ、社会民主党は訴える力を失い、1957年の第3回連邦議会選挙で31.8％169議席に上昇したが、キリスト教民主同盟と社会同盟が50.2％270議席で過半数を許した。しかしベルリンでは、エルンスト・ロイターの後継者であったオットー・ズール市長が死去して、臨時の州党大会でベルリンSPDは賛成223、反対26でブラントを市長候補に推し、10月3日にブラントはベルリン市長に当選した。また翌年1月にそれまで2度敗れていた社会民主党の州委員長の選挙で163対124で勝って、ベルリンSPDのトップとなり、党内のライバルであったフランツ・ノイマンとの争いに決着がついた。

### 西ベルリン市長
西ベルリン市長には1950年から1953年に亡くなるまでSPDのエルンスト・ロイターが務め、1人おいて1955年から1957年に同じく亡くなるまでSPDのオットー・ズールが務めた後に、ブラントはその後任として西ベルリン市長となった。同時に同年11月から1年間、各州から任免された州政府の構成員で立法に携わる連邦参議院議長も務めている。

#### フルシチョフのベルリン非武装自由都市宣言
そして1958年11月27日にソ連のフルシチョフ首相がベルリンに関する4ヵ国協定の破棄と西ベルリンから西側軍隊の撤退、そしてベルリンの非武装化と自由都市を要求した。ブラントは即日この要求を却下した。（ベルリンの壁#フルシチョフの非武装自由都市化宣言）この直後の西ベルリン市議会選挙で、SPDは52.6％の得票を得たが、惨敗したCDUと西ベルリン市で大連立を組んだ。ブラントはベルリン市民から評価される存在となった。そしてそれは彼が社会民主党（SPD）の新しい希望の星となったことでもあった。1958年12月14日にパリで開かれた北大西洋条約機構（NATO）の理事会の席でベルリンの状況に関して報告を行い、流暢な英語を駆使したこの演説でベルリン市長は国際的な評価を得てその名声と地位を確かなものとなった。

#### 社会民主党の転換
一方ボンの中央政界では社会民主党は核武装反対運動を展開し外国軍の撤兵を求めたが労働総同盟はゼネストを打てずに孤立していった。国内が繁栄し始めると、西ドイツ国民はドイツ再統一やイデオロギー論争よりも経済的豊かさと私生活の充足に関心が移っていた。1952年にシューマッハーの死後に社会民主党を率いていたエーリッヒ・オレンハウアー党首は、1957年にそれまで反対していた欧州経済共同体と欧州原子力共同体に関する条約に賛成する姿勢に転じ、1958年5月のシュトゥットガルトの党大会で社会民主党の執行部を刷新してブラントは執行部入りを果たした。そしてついに社会民主党は1959年11月15日にバート・ゴーデスベルクで開かれた党大会で新しい綱領を採択して結党以来のマルクス主義を否定して、階級政党から国民政党への転換を宣言し、経済政策についても「可能な限りの自由競争」「必要な限りの計画化」として市場経済を承認し、「様々な思想信条からなる人々の共同体」として自由な精神の党として生まれ変わっていった。
さらに翌1960年には西欧・西側世界との協調、自国の安全保障の重視を明確にして、西ドイツの北大西洋条約機構(NATO)加盟と徴兵制を認めた。そしてこの党の刷新を象徴するように11月の党大会でブラントは社会民主党の首相候補に選ばれた。しかしこの党大会は新旧の路線対決の場となり、ブラントを次期連邦議会選挙で社会民主党首相候補にしながら、彼の党内役職はずっと下位で執行部では22番目の地位にしてしまった。オレンハウアー党首と代議員の多数は外交政策と安全保障政策で政権党の路線に追随するものとして対決よりも協調を重視する路線を好まなかった。この時、ブラントはあくまで選挙戦用の首相候補者に過ぎなかった。この連邦議会選挙における首相候補というのは、西ドイツにおいて選挙時にあらかじめ政党は選挙後の首相指名投票で誰を指名するかを明示するもので、必ずしも党首が首相候補者になるとは限らないものであった。

#### ベルリンの壁建設

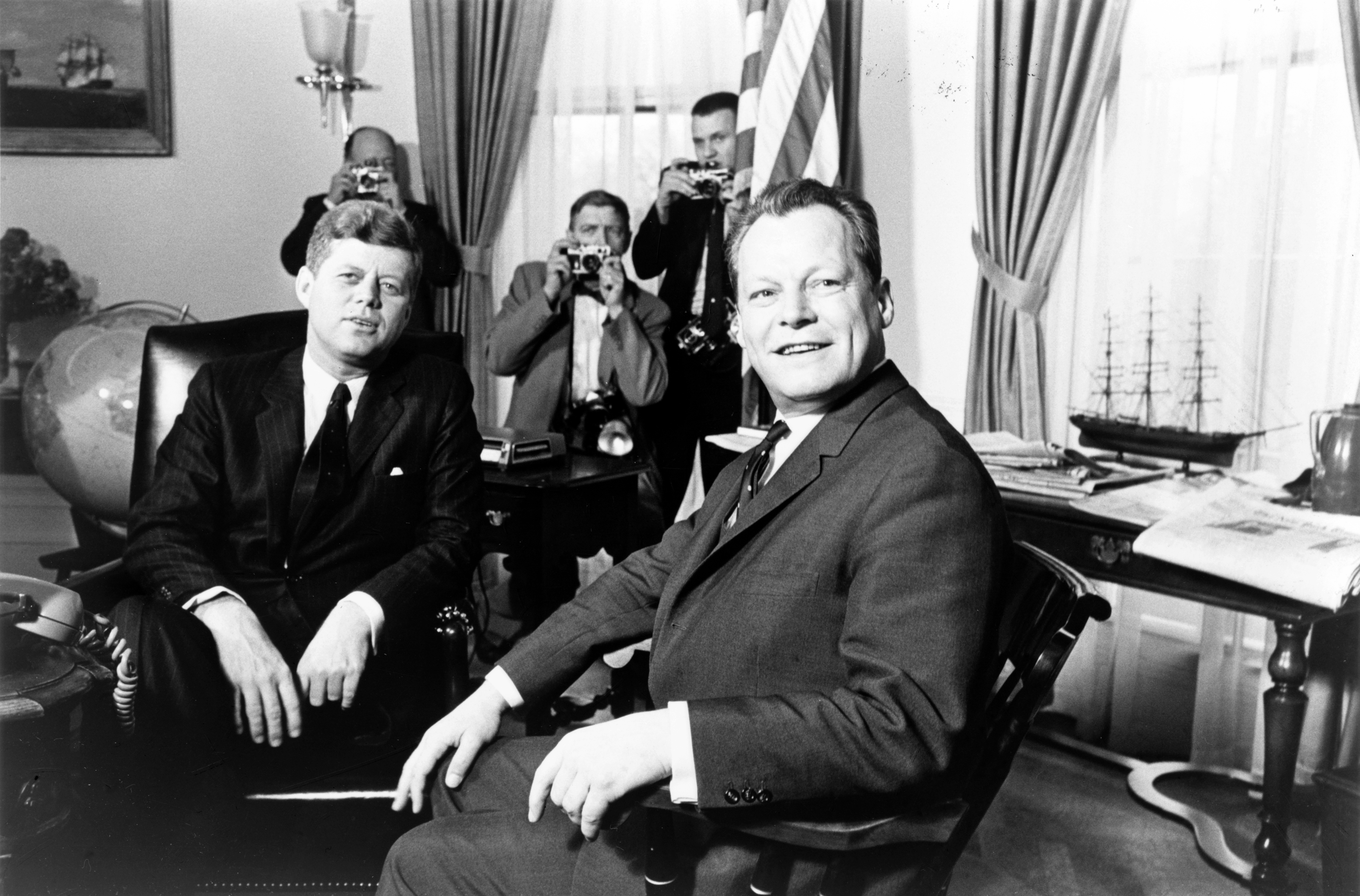
1961年3月13日、ホワイトハウスでのケネディ米大統領（左側）とブラント

1958年のフルシチョフのベルリン自由都市宣言は結局西側に無視される形で終わった。しかし、西側諸国はベルリン問題が東西対立の火種になることを恐れていた。だが妥協も許されず、西ベルリンの権利は必ず守り切らねばならなかった。1961年1月にアメリカ大統領に就任したジョン・F・ケネディもアメリカの立場は西側陣営にあって西側諸国を守ることで自由を脅かす何ものにも屈しないと決意していた。しかしアデナウアー首相はケネディ大統領に対して疑念を持っていた。西ベルリン問題について西ドイツとの相談もなく米ソ間の取引材料に使われることを懸念していたし、ケネディ大統領の就任演説や年頭教書演説がベルリンに触れていなかったことが取り沙汰されていた。そしてアメリカが確固とした姿勢を堅持する決意のほどを試す機会を窺うことになると予測していた。
3月に西ベルリン市長ヴィリー・ブラントのホワイトハウス訪問を受けたのも、どんなコストを支払っても西ベルリンを支持するアメリカの決意を世界に示す機会であるとラスク国務長官の進言から実現された。しかし就任早々に同盟国の元首及び首相クラスの受け入れはあっても、いきなり市長を受け入れるのは外交慣習に反していて、アデナウアー首相は不快感を隠さなかった。ブラントはケネディにフルシチョフが西側の決意を試すために行動に出ると予測され、それは10月のソ連共産党大会までに起こすだろうと述べた。そして西ベルリンは自由世界の窓だとして、東ドイツの人々の希望を生かし続ける窓であり、「西ベルリンがなくなればこの希望は死にます」と語った。ケネディは3年前のフルシチョフ提案を明確に拒否してブラントを安心させた。
しかし3ヵ月後の6月にウィーンで米ソ首脳会談が行われ、ケネディ大統領に、フルシチョフ首相は再びこの問題を持ち出して、ベルリン問題の解決策として米英仏ソの戦勝4ヵ国が東ドイツと平和条約を6ヵ月以内に結んで占領統治を終わらせて戦後処理を行いベルリンを自由都市とするとして、応じなければソ連が単独で東ドイツと平和条約を結んで西側3ヵ国の西ベルリンの駐留権と通行権は失効すると述べた。しかもケネディが拒否すると戦争も辞さない強硬な姿勢を見せてアメリカ側を驚かせた。ケネディは西ベルリンを守り切る決意を示してこの会談は物別れに終わった。（ベルリンの壁#ウィーン会談）
東西に分かれたベルリンは、戦後東から西への流出者が増加し、1960年には約20万人が西へ逃れ、1961年7月の1ヵ月間だけで3万人が東ドイツを離れていた。危機感を募らせた社会主義統一党のウルブリヒトはフルシチョフに西ベルリンの封鎖を懇請してフルシチョフは決断を下した。1961年8月12日深夜から13日にかけて、東ドイツが突然東西ベルリンの境界線近くに壁を建設し、東西ベルリン間の市民の往来は不可能となった。この時、西ベルリン市長ヴィリー・ブラントは社会民主党（SPD）の首相候補者でもあり、9月17日に総選挙が行われるのでその選挙遊説でバイエルン州ニュルンベルクに出かけ、その夜には夜行列車でキールに向かっていた。夜行の途次の13日午前4時、途中のハノーファーに連絡が入り、午前5時にハノーファーで夜行列車から急遽降りて、タクシーに乗り空港に向かい、飛行機で西ベルリンに戻ったブラントは、すぐに壁の建設現場に駆けつけた。「それまで何度かの危機でも頭は冷めていたのだが、今度ばかりは冷静、沈着でいられなかった。」「何千、何万という家族が引き裂かれ、ばらばらにされていくのを見て、怒り、絶望する以外にはなかった。」と後に自伝で述べている。彼はソ連の突然の措置にも西側同盟国の対応姿勢にもひどくショックを受けた。しかもブラントはその対応にも苦慮した。

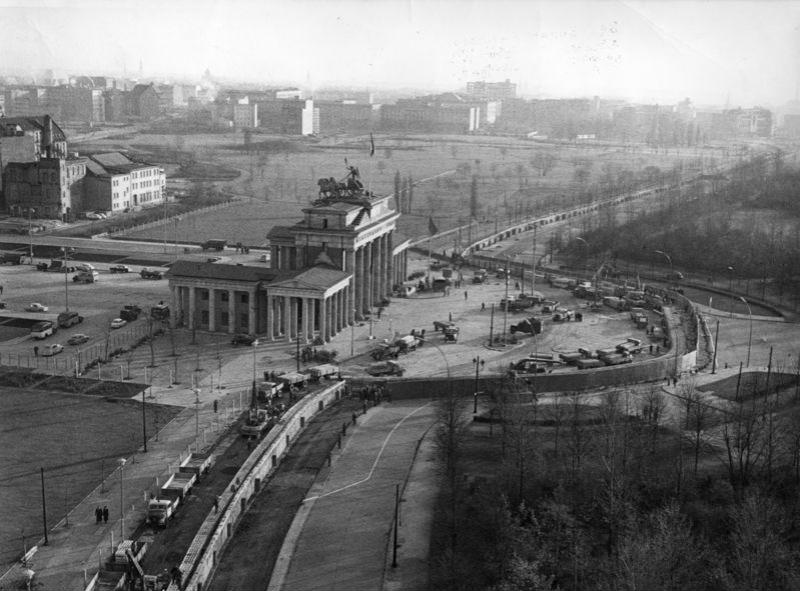
壁の前のブランデンブルク門。左側が東側で右側が西側である。（1961年）

同じく選挙遊説していたアデナウアー首相はすぐに西ベルリンに行かず、それどころかブラントの出生に絡む問題を取り上げて個人攻撃をして西ドイツ国民から顰蹙をかっていた。アメリカのケネディ大統領はこの壁の建設を予想していてアメリカ軍部隊1600人を西ベルリンに派遣する示威的な行動をとったがそれ以上の事態悪化は望まず静観するだけであった。イギリスのマクミラン首相は休暇先で趣味の狩猟をしてそこから離れなかった。フランスのドゴール大統領は一報を聞いてこれでベルリン問題は片が付くと述べた。8月16日付けの西ドイツの大衆紙「ビルト」は一面トップで「西側、何もせず」という見出しを出した。西側は口頭での抗議するだけであった。後に有名になったこのビルト紙の見出しは「東側は行動を起こす・・西側は何をするか・・西側は何もせず・・ケネディは沈黙する・・マクミランは狩りに行く・・アデナウアーはブラントを罵る」であった。
米英仏にとっては、ベルリンの壁は境界線上に作られたものでなく、東側に入った所に作られたもので(これはフルシチョフの指示であった)あくまで東側の中での行動であり、米英仏の西ベルリンでの駐留権及びアクセス権(通行権)が冒されず確保される限り、軍事行動に出る理由は無かった。むしろ東から西への流出が続く事態は東西の安定を損なう不確定要素であり、壁建設で東側も安定化に向かうことは今後の東西関係を好転させる機会でもあると考えていた。この問題で軍事行動を選択し自国の青年の生命を危険に曝すことは、つい16年前までは敵国であったドイツの首都ベルリンであるがゆえにケネディもマクミランもドゴールもその考えを持つことは無かった。事実、壁の建設以降はベルリン問題でソ連が行動を起こすことはなく、緊張状態になることもなく安定していった。
その大国の思惑と現場での混乱した雰囲気の中でブラントは苦悩していた。8月16日に市庁舎前の広場で25万人の市民が集まって抗議集会が開かれ、ブラント市長は抗議の演説した。しかしまかり間違えば、市民の怒りは連合国側へ向けられることも十分に予測される事態に苦渋に満ちたものであった。ここで「ソ連の愛玩犬ウルブリヒトはわずかな自由裁量権を得て、不正義の体制を強化した。我々は東側の同胞の重荷を背負うことは出来ません。しかしこの絶望的な時間において彼らと共に立ち上がる決意のあることを示すことでのみ、彼らを援助出来る。」としてアメリカに対して「ベルリンは言葉以上のものを期待します。政治的行動に期待しています。」と述べた。ブラントはケネディに書簡を送ったことも明らかにした。（ベルリンの壁#建設）

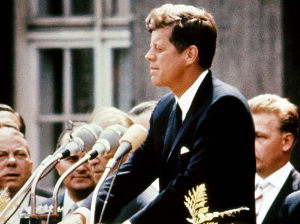
ベルリン市民の前で演説するケネディ（1963年6月26日）

2年後の1963年6月にアメリカ大統領ジョン・F・ケネディが西ベルリンを訪問してブラント市長と会談し、市庁舎前のシェーネベルク広場で30万人のベルリン市民が熱狂する中で演説を行い、「Ich bin ein Berliner（私はベルリン市民である）」と述べた。この前年秋にキューバ危機で海上封鎖を行い、フルシチョフとのやり取りで冷静に危機を収束させてソ連のミサイル基地撤去を勝ち取ったケネディの声望は高く、多くのベルリン市民を熱狂させた。そしてこれまでギクシャクした関係であった西ドイツやベルリンとの関係も修復し、双方に深い印象を残した。この5カ月後のケネディ大統領暗殺事件でブラントはワシントンでの国葬に参列し、彼が演説したシェーネベルク広場をジョン・F・ケネディ広場と改称した。（ベルリンの壁#ケネディ大統領の訪問）
この後に、ベルリンの壁は多くの犠牲者を出しながら西側の冷静な対応で鎮静化し、そして東西冷戦の最前線に立つブラントの姿は彼の個人的人気を高めた。
しかしベルリンの壁を越えようとして命を落としたベルリン市民は1989年11月の崩壊までに200人を超えた。

#### アデナウアーの引退

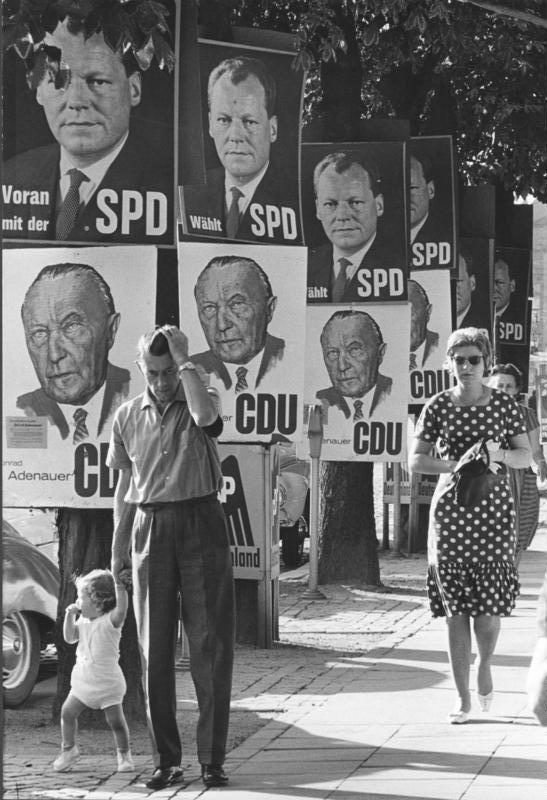
1961年の連邦議会選挙時に街角に林立した選挙ポスター。ブラント（SPD）とアデナウアー（CDU）

社会民主党(SPD)内でのブラントの声望も高まり、初めて社会民主党の連邦首相候補となった1961年9月17日の連邦議会選挙でキリスト教民主同盟(CDU)の首相候補で現職のコンラート・アデナウアーから私生児であることや亡命の経歴を攻撃されたが、この選挙で社会民主党(SPD)はほぼ5％の票数増と13名の議席増で36.2％・190議席の得票で躍進した。しかし結局キリスト教民主同盟(CDU)もキリスト教社会同盟(CSU)と合わせて45.3％・242議席の得票で自由民主党(FDP)12.8％・67議席との連立に成功し、ブラントの政権奪取はならなかった。この時にアデナウアー首相は、それまでの強引な政治姿勢で連立与党の自由民主党(FDP)との齟齬を生んで一時連立から離れ、キリスト教民主同盟(CDU)内で自己の後継者問題を巡って党内に波紋を引き起こし、しかもベルリンの壁の建設で再統一の現実味を失い、直後の行動で顰蹙をかって、単独過半数を確保出来なかったことで、自由民主党(FDP)との連立交渉が難航して、自身が会期末までに首相を辞任する約束をすることで政権を継続させた。そして1963年10月にアデナウアーは連邦首相を辞任し、経済相であったルートヴィヒ・エアハルトが第2代の連邦首相に就任した。

### 社会民主党党首
そしてブラントは1962年に副党首となり、1964年2月の臨時党大会で投票総数324のうち314票を得て社会民主党(SPD)党首に就任した。この間に1963年2月の市議会議員選挙でベルリンSPDは61.8％の得票で躍進した。だが1965年9月の第5回連邦議会選挙で社会民主党(SPD)は3％の票数増で39.9％・202議席を得たが、キリスト教民主同盟(CDU)・キリスト教社会同盟(CSU)も47.6％・245議席を獲得して9.5％・49議席を得た自由民主党(FDP)との連立政権を維持した。ブラントは首相候補となってから2度目の敗北を喫した。選挙後の記者会見で自分は社会民主党党首とベルリン市長は続けるが4年後の連邦議会選挙では首相候補にはならないと述べた。

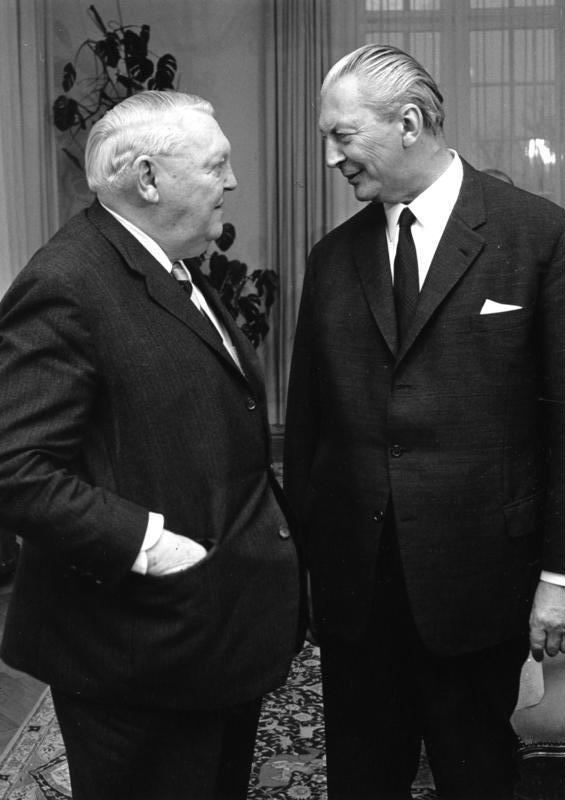
エアハルト（左側・2代目首相）とキージンガー（右側・3代目首相）（1966年11月）

しかしエアハルト政権が最初の2年間は好景気で内政に大きな混乱は無かったが、この選挙後に景気が急速に悪化し、わずか半年で失業者が10万人から67万人に増加し、戦後初の経済不況に見舞われこのため財政状況が悪化したため、その財政の立て直し策をめぐって増税で予算の均衡を保とうとするエアハルト首相に対して歳出の削減に固執した連立与党の自由民主党(FDP)が1966年10月に連立を離脱して、ルートヴィヒ・エアハルト政権が瓦解した。選挙からわずか1年後であった。ブラントは当初は社会民主党(SPD)と自由民主党(FDP)との連立政権を望んでいたが、ヘルベルト・ヴェーナーとヘルムート・シュミット(当時社会民主党議員団長、後の首相)はむしろCDU/CSUとの大連立を目指し、キージンガーとウェーバーとの間で共通の政府活動の基本原則について合意して、11月26日から27日の夜明け近くにかけて社会民主党議員団会議で侃々諤々の討論を経て自由民主党との小連立でなく大連立を実現することに決した。
そして1966年12月に、キリスト教民主同盟(CDU)・キリスト教社会同盟(CSU)と社会民主党(SPD)との連立交渉が合意に達し「大連立」政権が成立し、クルト・ゲオルク・キージンガーが第3代首相に就任し、戦後初めて社会民主党(SPD)が政権に参加し、ブラントは副首相兼外相に就任した。この時に、西ベルリン市長を辞任した。

### 大連立政権の外相
二大政党による連立政権は1960年代前半から社会民主党首脳部が描いていた構想であった。階級政党から国民政党に脱皮して政権担当能力を高めるためにキリスト教民主同盟・社会同盟との政策協議は続けられていて、キリスト教民主同盟・社会同盟もこの間に小政党である自由民主党に振り回されて嫌気がさしており、この際に社会民主党とで選挙制度改革を進めて、イギリス流の二大政党制を目指したいという思惑もあった。また大連立政権で議会で絶対多数を確保し、噴出してきた諸問題に対処しようとする狙いもあった。

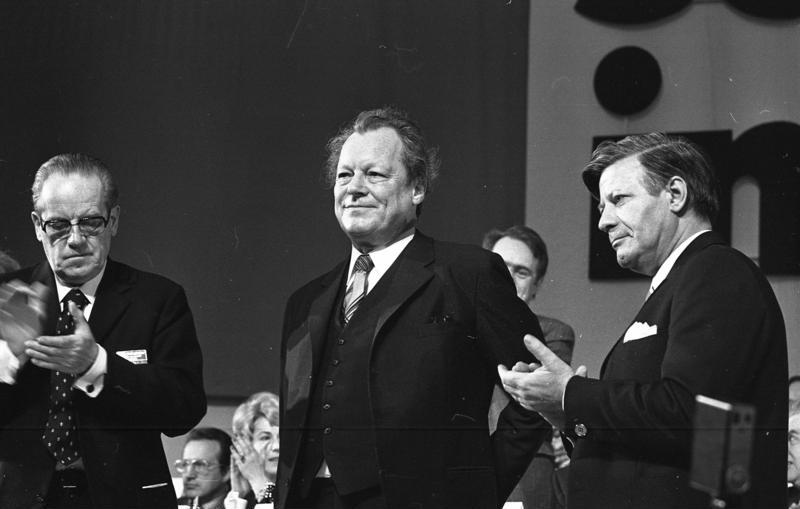
左からヘルベルト・ヴェーナー、ブラント、ヘルムート・シュミット(1973年)

このキージンガー政権ではキージンガー首相は1933年から終戦までナチ党員であり、ゲアハルト・シュレーダー国防相は元ナチ党員で(一時突撃隊に在籍)で1941年に脱党した人間であり、フランツ・ヨーゼフ・シュトラウス財務相は第二次大戦の前線将校でバイエルン州の地域政党であるキリスト教社会同盟党首であった。一方社会民主党から入閣したブラントとヘルベルト・ヴェーナー全ドイツ問題相は左派社会主義者か共産主義者で亡命暮らしを経験していた。哲学者カール・ヤスパースは当時「内面での敵対意識が払拭されることはなく、ただ押し隠しているしかない。ブラントは囚われ人のように見えた」と語っていた。大連立政権では経済と財政の領域では一定の成果を挙げたが、激しい論議となったのは緊急事態法で当時1968年の学生反乱で国内の民主主義的な体制秩序を内側から危険に晒されるのを防ぐ目的で立案されたもので、1968年5月に連邦議会で可決された。社会民主党議員団でも多くのメンバーがこの法案に反対したが、ヘルムート・シュミットがうまくまとめた。この時期にはかつてのブラントとノイマンではなく、ヴエーナーとシュミットとブラントの3人体制が社会民主党の中で固まりつつあった。
キージンガー政権の外相となったブラントは東欧諸国との国交樹立政策を推進し、1967年1月にルーマニア、1968年1月にユーゴスラビアとの間で国交樹立に成功した。ここまで西ドイツ外交の基本原理であったハルシュタイン・ドクトリンはこうして破棄された。これはソ連を除いて東ドイツを認める国とは国交を開かないという原則であり、キリスト教民主同盟・社会同盟は東ドイツを正式な国家とは認めていなかった。一方、社会民主党は「2つのドイツ」を承認しない限りドイツの安全は得られないとする考え方であった。1968年のプラハの春へのソ連の武力介入でキージンガーはこれ以上の東方接近を拒否した。社会民主党とキリスト教民主・社会同盟の間の溝が広がり、その間に割り込んで自由民主党が社会民主党の外交路線に明確な支持を与えた。1969年3月の大統領選挙では自由民主党は社会民主党から立候補したハイネマンを支援して当選させた。
そして1969年9月の第6回連邦議会選挙は、社会民主党(SPD)が42.7％・224議席を占めて、46.1％・242議席を得たキリスト教民主同盟・社会同盟(CDU/CSU)とで5.8％・30議席を占めた自由民主党(FDP)との連立を目指した。CDU/CSUはその3年前に自由民主党との連立を解消した経過があり、引き続き政権を担当するには社会民主党との大連立を継続するしか選択肢はなかった。しかし社会民主党は2つの選択肢があった。社会民主党からすればCDU/CSUとの大連立は自党よりも大きな政党のジュニアパートナーを継続することであり、州レベルではすでに自由民主党との連立政権がいくつかの州で実現しており、何よりも直近の大統領選挙で自党候補ハイネマンを自由民主党が支援して当選したことから、自由民主党との小連立の方が独自の政策を実現しやすいと考えていた。3年前はキリスト教民主同盟・社会同盟が大連立か小連立かの選択があったが、1969年秋は社会民主党がその選択をする立場に立っていた。結果は社会民主党(SPD)は自由民主党(FDP)との連立を選び、ここにヴィリー・ブラントが第4代首相に就任して、社会民主党(SPD)・自由民主党(FDP)連立政権が誕生した。

### ドイツ連邦共和国首相

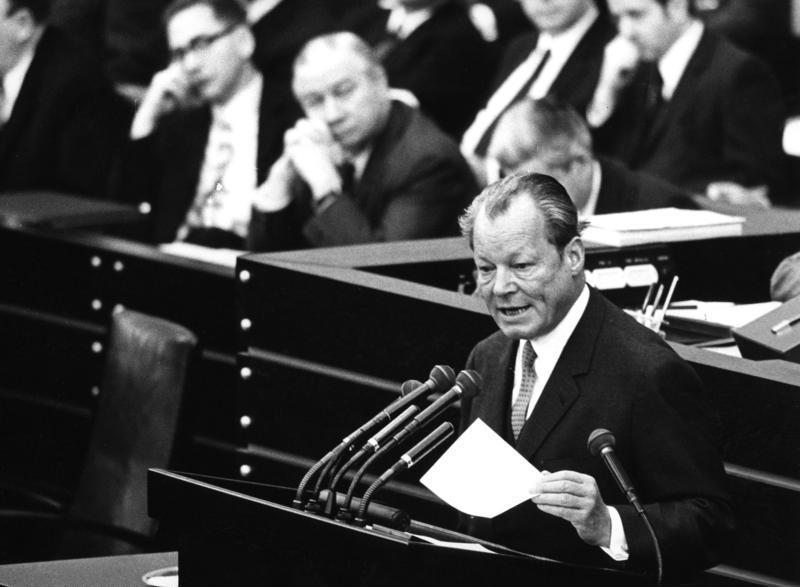
連邦議会で演説するブラント首相(1971年)

1969年の連邦議会選挙で第二党の社会民主党(SPD)は第三党の自由民主党(FDP)との連立政権を誕生させ、ブラントは戦後の西ドイツで初のドイツ社会民主党出身の連邦首相となった。第一党のキリスト教民主同盟・社会同盟は初めて下野した。そして連立を組んだ自由民主党のシェール党首を副首相兼外相におき、同じ自由民主党からハンス＝ディートリヒ・ゲンシャー(後のコール政権の外相)を内相においた。そして社会民主党からヘルムート・シュミットは国防相に、カール・シラーを経済相に、アレックス・メラーを財務相に、キージンガー政権で法相だったホルスト・エームケを連邦首相府長官に、西ベルリン市長時代からの腹心エゴン・バールを連邦首相府次官東方問題担当に、そしてヘルベルト・ヴェーナーは社会民主党議員団長になった。

#### 東方外交

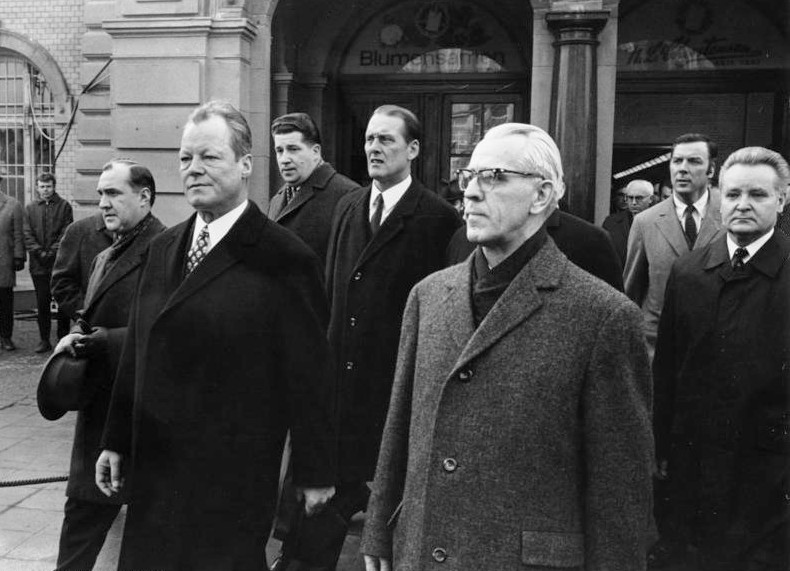
ブラントとヴィリー・シュトフ東独首相（右側）（1970年3月19日、エアフルト）

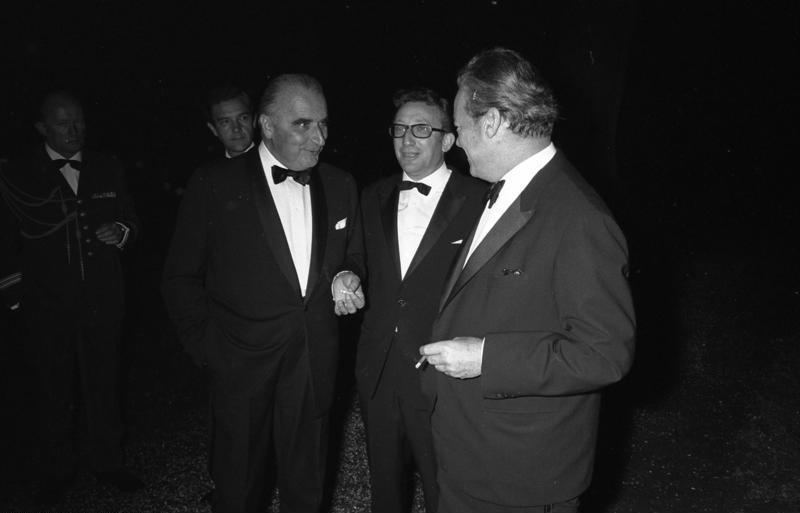
ブラントとポンピドゥ仏大統領(左側)(1972年7月3日)

ドイツ連邦共和国首相に就任した直後の1969年10月28日、初めての施政方針演説でブラントは東ドイツを国家として承認し対等の立場で関係改善を呼びかけるとともに、東欧諸国との友好関係樹立に向けての取り組んでいくことを明らかにした。ドイツ内に二つの国家があるとして「ドイツ民主共和国」と正式にその国名で呼んで、しかし二つの国家の住民は同じ民族として一体性があるから互いに外国ではないとして、一民族二国家と規定した。この時の演説にはそれまでの首相が触れていたドイツ再統一の言葉が触れられていなかった。これも従来の施政方針演説には無かったことである。
ここから特使エゴン・バールを交渉役にして東ドイツやソ連を始めとする共産主義諸国との関係改善を推し進める「東方外交」が展開された。
1969年11月にブラントは核不拡散条約に調印して西ドイツが核武装する可能性に対するワルシャワ条約加盟国の懸念を払拭した。そして翌12月からソビエト連邦との交渉に入った。その間の1970年3月にエアフルトで東ドイツのヴィリー・シュトフ首相・国家評議会副議長と会談し、初の東西ドイツ首脳会談を実現した。会談では平和や東西共存に向けた対立構造を緩和するいくつかの提案を行ったが、ショトフが歩み寄りを見せることはなかった。
この直前の1970年1月に東西ドイツ間で不可侵条約を結ぶことを提案したが東ドイツはこれを拒否した。その理由はこの提案に東西ドイツの相互承認が入っていなかったことで、シュトフ首相との会談も局面打開には至らなかった。これで西ドイツに近い東ドイツやポーランドとの関係改善と相互理解を深めるにはまず東側のリーダーであるソ連との合意形成がまず必要であると考え、1970年1月28日にソ連のグロムイコ外相との間で両国関係安定化のための予備交渉をスタートさせた。
そしてソ連との交渉の場でソ連側が出した要求の概要は、まずヨーロッパの国境の現状を承認すること、東ドイツを国際法上承認すること、西ベルリンを西ドイツから切り離すこと、ヒトラー時代のミュンヘン協定の無効化であった。
1970年7月27日からはシェール外相とグロムイコ外相との本格交渉が始まり、ヨーロッパの国境の現状承認は、将来の東西ドイツの統一を否定することにつながる恐れがあったが、現状の国境は不可侵であることを宣言するものの将来における東西ドイツの統一を排除するものでないことが認められた。西ベルリンの地位については1970年3月から始まった西ベルリンの地位協定の交渉の場で双方の主張に配慮することとなった。他の二点は西ドイツ側も了解しており、1970年8月12日にブラント首相とコスイギン首相との間で西ドイツとソ連との国境不可侵と武力不行使を誓ったモスクワ条約が調印された。この条約の第1条で平和の維持と緊張緩和の実現、第2条で武力不行使、第3条で現存の国境の不可侵が謳われた。このモスクワ条約は後に東方外交の総合建築とも称されて、まさにブラントの東方外交の枠組みを為していた。

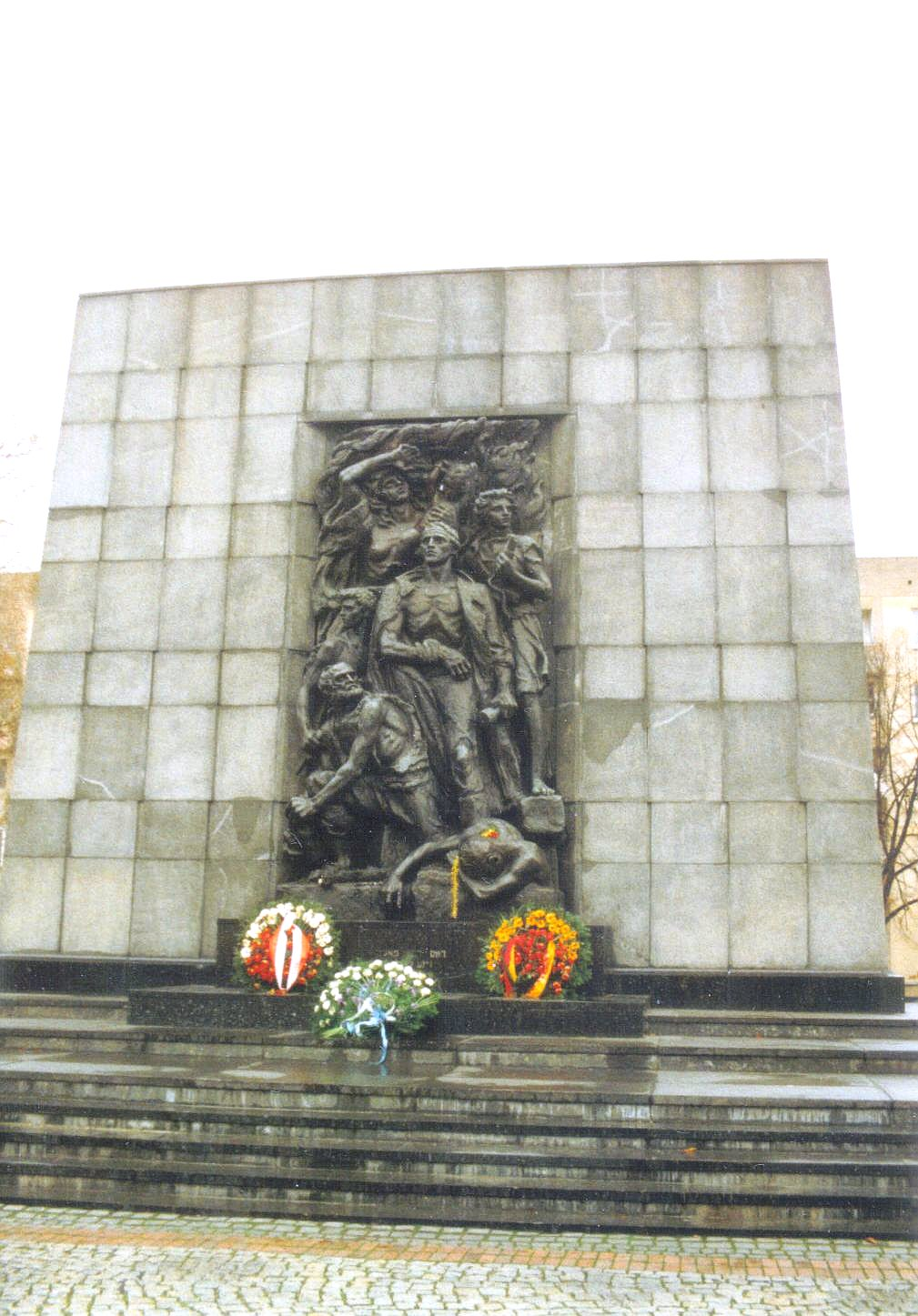
ワルシャワ・ゲットーのユダヤ人犠牲者追悼碑。この碑の前にブラントは跪いて献花した

次に1970年12月にポーランドとの間で相互武力不行使とオーデル川・ナイセ川をポーランドの西部国境とすることを定めたワルシャワ条約を締結した。これで第二次大戦後に西ドイツ国内で保守派から反対されてきたポーランドの西部国境を承認し、そのほかの一切の領土についての返還請求権を放棄した。この時12月7日に首都ワルシャワでユダヤ人ゲットーの跡地を訪ねユダヤ人犠牲者追悼碑の前で跪いて献花し、ナチス・ドイツ時代のユダヤ人虐殺について謝罪の意を表した。これによって旧ドイツ東部領の喪失が確定した。しかしブラントにとって国内で野党の激しい抵抗に遭遇することになった。

#### ベルリン協定
モスクワ条約において問題となったベルリンの地位に関する協定については1971年9月3日に4ヵ国協定として調印の運びとなった。この協定の締結に際して東ドイツは①オーデル・ナイセ線を含む戦後の全ての国境の承認、②両ドイツ間の大使交換、③西ベルリンを独立の政治的単位として同市と西ドイツとの間に然るべき別の関係を持つことを認めるの3点を要求した。一方西ドイツは逆提案として①ドイツ民族の統一を維持する義務、②国際法の諸原則の適用、③相互の領土内の社会組織を変更しない了解、④隣国として相互協力の努力、⑤ベルリン及びドイツ全体に対する4ヵ国の権利と義務の尊重、⑥ベルリン内及びその周辺の状勢を向上させようとする4ヵ国の試みの尊重、を逆提案した。
このベルリン協定においては西ベルリンの西ドイツ帰属は否定されたものの西ベルリンと西ドイツの結びつきが承認されて自由通行が認められた。この時、ブラントの狙いはドイツとポーランドの国境線を受け入れる代わりにベルリンに関してソ連の譲歩を引き出すことであった。必ずしもそれは成功したとは言えないが、西側諸国のベルリンへのアクセス権をソ連が認め、ベルリンとボンとの政治的な繋がりの正当性を認める一方で、ブラントはベルリンにおける西ドイツの政治的役割を縮小していくことを約束し、将来的に西ベルリンを西ドイツに統合するという望みは放棄した。また西側諸国が東ドイツを承認することでソ連はベルリンにおける4ヵ国の役割の継続を認めた。これらは現状を追認しただけに過ぎないものだったが、それでもこの合意は重要な意義を持っていた。1971年12月に西ドイツと西ベルリンとの間の通行を保障するトランジット協定が締結され、1972年5月に広範な通過合意が交わされて、そして最終的に1972年12月に東西ドイツ基本条約が締結されて、東西ドイツが相互に相手国を承認し、武力行使を放棄して相互間の通商と観光の増大を図ることを合意した。

#### ノーベル平和賞受賞
政権発足後2年間での東方外交の展開でこれらの功績を挙げたことでり1971年にノーベル平和賞を受賞した。10月20日午後にブラントがノーベル平和賞を受賞したとのニュースが連邦議会に伝わり、議長が質疑を中断して受賞を報告した際に与党側の議員が一斉に立ち上がって拍手喝采したのに比べて野党側の議員は座ったままであった。夕べにブラントのパーティーに姿を見せた野党議員はたった1人であった。

#### 建設的不信任案否決
だが国内では野党のみならず与党内でも東方外交に対する批判の声は挙がっていた。東側への「接近」は共産主義への宥和政策であり、アデナウアー以降の「西側統合」を揺るがすものと非難された。また旧ドイツ東部領から追放された「被追放民」にとっては故郷が失われ共産主義の支配を認めることを意味していた。
1972年4月、キリスト教民主同盟(CDU)・社会同盟(CSU)は連邦議会に建設的不信任案を提出し、4月27日に採決が行われた。西ドイツの基本法では建設的不信任案が通った場合、首相は議会を解散することが出来ず、後任の首相にバトンを渡すだけである。この場合、次の首相の指名もこの不信任案に入っており、1972年4月にはブラントの次期首相にキリスト教民主同盟（CDU）のライナー・バルツェルが指名されていた。事前には可決されるという見方もあったが僅か2票差で否決された。議員総数496名で過半数は249票、不信任に賛成が247票であと2票足りなかった。そして5月17日にモスクワ条約とワルシャワ条約の採決が行われて、野党側が戦意喪失で棄権にまわり、モスクワ条約は議員総数496名で賛成248名・反対10名、ワルシャワ条約は同じ賛成248名・反対17名でちょうど半数の賛成で野党側の多くが棄権に回ったため薄氷を踏む僅差で批准された。この間に水面下で与野党の駆け引きがあったが、皮肉にもキリスト教民主同盟(CDU)党首であったライナー・バルツェルの計らいが大きかったと後にブラントは高く評価していた。

#### 連邦議会解散そして圧勝

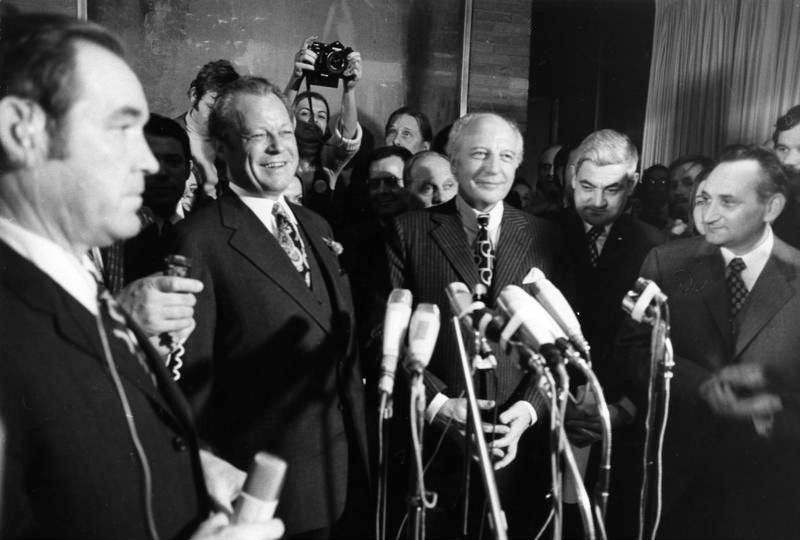
ブラントとシェール外相(右側) (1972年11月19日)

ブラントはやがて東方外交の仕上げとして東ドイツとの関係正常化を目指すためには連邦議会での足場を強化する必要を感じていた。そのために1972年9月22日に基本法の規定に従い、政府信任案をあえて否決させて議会解散に踏み切った。1972年11月19日に連邦議会選挙が行われ、社会民主党は45.8％・230議席で、キリスト教民主同盟(CDU)・社会同盟(CSU)の44.9％・225議席を上回り、初めてCDU/CSUの合計票を上回り戦後最大の勝利を収めた。自由民主党は8.4％・41議席で、連立政権を維持した。

#### 東西ドイツ基本条約
政治的基盤を強化したブラントはそして東ドイツとの関係正常化に取り組んだ。東ドイツをドイツ民主共和国と呼び、一民族二国家論の立場をとった。いわゆる「接近による変化」で東西間の対話や交流を促進し硬直した東西関係を改善するために12月21日に東ドイツと東西ドイツ基本条約を結び、相互に国家として承認した。ブラントは二国家に分かれても交流を進めることでドイツ人としての一体性は維持できると考えていた。東ドイツは外国ではなく再統一への含みを残したのである。

#### 東西デタントの実現

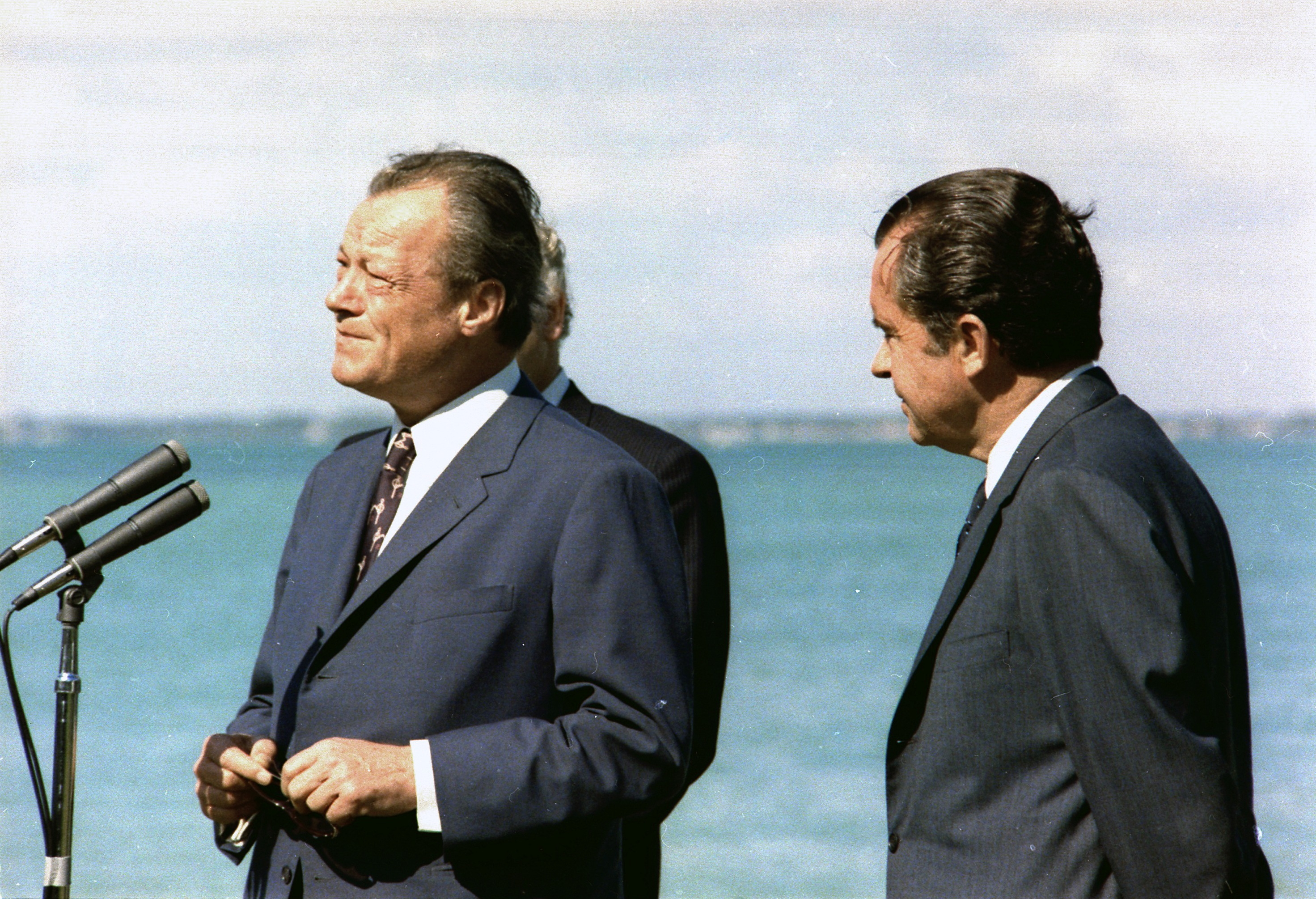
ブラントとニクソン米大統領（右側） (1971年)

アメリカはこのようなブラントの東方政策を嫌っていた。それによってソ連が西ドイツその他の同盟国に対して有利な取引をすることになるのではないかと懸念したからである。キッシンジャーは回想録の中で、ニクソンと彼が米ソ間のデタントを追及しようとしたのは、一つには西ドイツ主導でヨーロッパとソ連との間のデタントがアメリカを排除した形で進行し西側陣営を分裂させることになることを止めるためであったと述べている。西側同盟国にとって伝統的なドイツ外交とは「東と西との間を自由に動く」ことで、ブラントの外交はまさにその再来であった。そしてそれが西側の結束の乱れが生じることを懸念しつつも、当時は米中関係がニクソンショックで劇的に外交関係を結び、米ソ関係もデタントにうごき、こうした国際政治で緊張緩和の流れが加速していた時期であったので、ブラントの東方政策による東側諸国との関係改善に真っ向から反対することはなかった。このブラント外交は、アデナウアーの西側統合に反することなく、東側との関係改善の突破口が切り開かれて、西ドイツ外交が新たな段階に入ったことを示していた。そしてその流れはやがて1975年に全欧安全保障協力会議が開催されて、東方政策の成果がヨーロッパ全体へと広がっていった。この時のヘルシンキ宣言にブラントの後任のヘルムート・シュミット首相が調印したことでブラント外交は完成された。
今日、政治学者や歴史学者の一部は、東方外交がのちの東欧革命やドイツ再統一の基礎となったと評価しているが、当時は保守派の政治家からドイツ再統一を唱える基本法の精神に矛盾するとして激しく攻撃された。以後、チェコスロバキア、ブルガリア、ハンガリーとも国交が回復し、1973年9月には東西ドイツ双方が国際連合に加盟した。また1973年にドイツの首相として初めてユダヤ人国家イスラエルを訪問している。

#### 国内政策
ブラントは首相就任直後に「我々はもっと多くのデモクラシーに挑戦しよう」と述べた。そして国内政策の分野では1973年の第一次石油危機(オイルショック)による物価急騰で西ドイツ経済も打撃を受けて、経済政策では実現したものは少なかったが、「もっと多くのデモクラシーを」をスローガンに行政・教育改革を目指した。その中でも、民間企業における被雇用者の共同参加・共同決定を促す「事業所組織法」、被雇用者の資産形成で税制上の優遇や企業の支援を規定した「資産形成法」、教育政策では「職業教育促進法」「学位取得促進法」の制定などで機会均等を徹底させた。また児童手当の所得額に関係なく支給、家族法の改正、刑法の改正、障害・年金・疾病・失業の4部門での保険制度の整備・拡充などで社会福祉国家としての内実を整えた。そして国民の政治参加を促す選挙権取得年齢の18歳への引き下げも行った。
しかし1970年頃からドイツ赤軍など左翼過激派の活動が激化していたため、1972年1月に過激派への取締りを強化するため過激な組織に所属する者を公務員として雇用を禁止する『過激派条例』を制定したが、社会民主党の党内からも批判が強く、多くの若者が非常な幻滅と苛立ちを呼び起こした。後年ブラントはこの条例について弁明に追われ、回想録の中でも自己の見解を正当化している。この1972年9月にはミュンヘン五輪が開催されたが大会期間中に選手村でパレスチナのテロ組織「黒い九月」がイスラエル選手団を襲い、その結果11名のイスラエル選手・コーチと犯人側全員が死亡する事件（ミュンヘンオリンピック事件）が起き、1970年代後半には赤軍派テロが殺人と誘拐にまでエスカレートしていた（ドイツの秋）。

#### 政権内の混乱と石油危機
1972年秋に連邦議会で圧勝し、12月に東西ドイツ基本条約を締結して、ブラントの東方外交は国際的に注目を浴びたが、その後は目立った動きは無くなった。チェコスロバキアとの交渉は思った以上に長引き1973年12月にやっと調印された。選挙後の第二期内閣で、それまで側近として活躍したエゴン・バールは連邦首相府を離れていないが東方問題担当から特任大臣に担ぎ上げられて何らの指揮は任されなかった。ホルスト・エームケは連邦首相府長官から研究・技術相兼郵政相の大臣ポストに就いたが、首相周辺から遠ざけられた。報道官コンラート・アーラースも辞任した。選挙後の第二次内閣の組閣に当たった時にブラントは入院していた。そして組閣人事はヘルベルト・ヴェーナー議員団長が取り仕切って、ブラントは病気回復後に受け入れざるを得なかった。第一次内閣でも、アレックス・メラー財務相は1971年5月に去り、その後任で経済相を兼務したカール・シラーも1972年7月に辞任した。ヘルムート・シュミット国防相は結局ブラントに慰留される形で財務相・経済相を兼務する形で残った。この時期のブラントは消耗しきって、燃え尽きて、疲れ切っていた。エゴン・バールは1972年秋の選挙戦勝利が彼の政治生活の頂点であり、そこから否応なしに下降した、と後に述べている。ヘルベルト・ヴェーナーとヘルムート・シュミットもブラントを支えてきたが、第二期に入るとこの二人との溝も深まった。そして肝心の連邦首相府内が以前のエームケは万事にわたって指示を与えられる人であったが、新任のホルスト・グラーベルトではその任に耐えられなかった。
そして1973年10月に第四次中東戦争の勃発とともに、産油国のいわゆる石油戦略で第一次石油危機が起こり、欧米や日本の経済が大混乱する事態となった。この事態で先進各国は国内での経済運営に苦しむが、西ドイツにおいてもブラント政権の人気が下降し、さらに外交の分野はともかく経済や財政の政策領域におけるブラントの力量が問われることとなった。1974年に入ると、かつてブラントを支持していた労働組合が大幅賃上げの要求を出し、ブラントはその要求を受け入れた。そのこともブラントにはイメージダウンであった。直後のハンブルクでの地方選挙でSPDは10％以上の票を失った。

#### ギヨーム事件

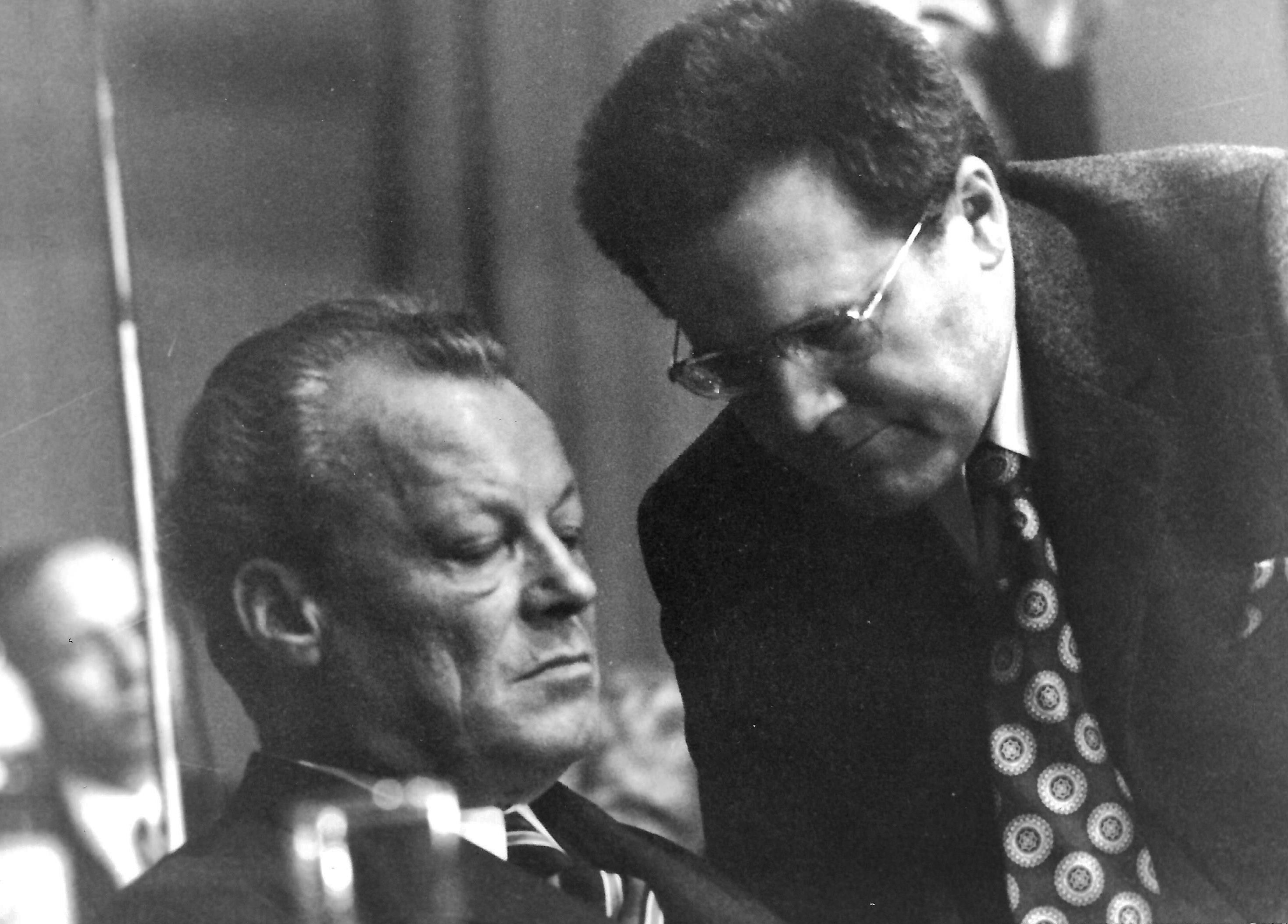
ブラントとギュンター・ギヨーム(右側)

そしてブラントを首相辞任に追いやったのが、個人秘書であったギュンター・ギヨームであった。ギヨームは1956年に東ドイツから西ベルリンに難民として入り、フランクフルトで職を得て、そしてフランクフルトの社会民主党党員となり、党書記となり、党議員団事務局長となった。ゲオルク・レーバー交通相の選挙対策事務局長として高い評価を得て、1970年1月から連邦首相府の職員となり、1972年秋から首相の個人事務所の職員となった。
1973年の年初に、当時内務省公安局が15年前から傍受し解明した無線通信がギョームに関わっていることを突き止め、ギヨーム夫妻は東ドイツ国家保安省が潜入させていたスパイであるとの確証を持った。しかし、公安局長から憲法擁護庁長官に就任したギュンター・ノラウは5月29日に当時のゲンシャー内相に伝えたが証拠となるものがなく逮捕の決め手がなかったので、なおしばらく様子を見ることとして公安局の監視下に置かれた。
ギヨームが監視下に置かれたことは、翌日ブラントにゲンシャー内相から伝えられたが、ブラントは深刻には受け止めなかった。なぜなら東ドイツから難民として西ドイツへ移ってきた人々に対しては、「しばしば浮上する疑いの要素」であることをブラントも理解しており、無視することにしたからであった。
そしてほぼ1年が過ぎた1974年3月初めにこの関係資料が連邦検察官に渡り捜査を続けている中で、4月24日にボンの自宅を捜査官が訪れてギヨームと妻クリステルは逮捕された。この時にギヨームは捜査官に対し「私は東ドイツの国家人民軍将校で、国家保安省の職員でもある。将校としての私の名誉が尊重されることを望む」と語った。
ブラントにとっては手痛い打撃であった。しかし当時東ドイツ国家保安省次官でシュタージの対外諜報部門の長を30年以上務めたマルクス・ヴォルフはドイツ再統一後に「ギヨームを西ドイツ首相の間近に置いたことなどは東ドイツ秘密警察の行動計画の結果ではなかった。一国のトップの人物近くに疑念の濃厚な人物など留め置いたことなど決してない」と述べている。

#### 連邦首相辞任

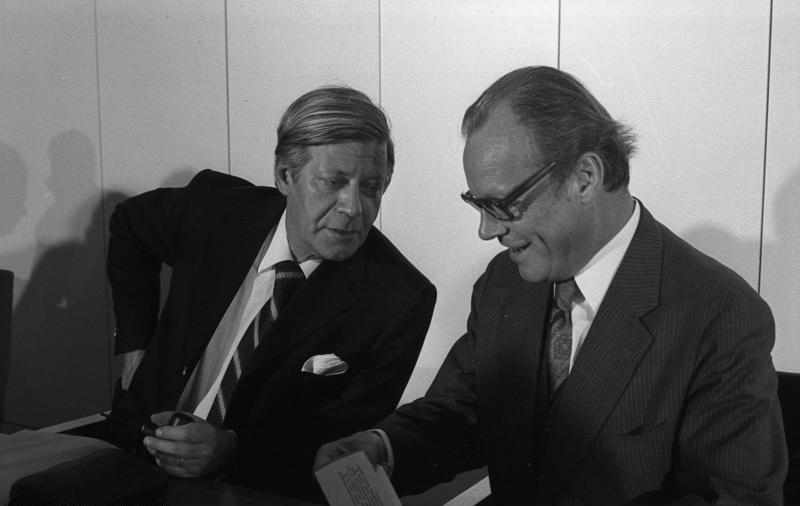
ヘルムート・シュミット(左側)とブラント(1974年)

ブラントはギヨーム逮捕と共に引責辞任し当時は責任をとってと見られていた。しかしギヨーム逮捕直後の5月1日、当時ゲンシャー内相の腹心だったクラウス・キンケルがブラントに示した連邦検事局長官から内相に宛てた手紙から、検事局が首相の私生活に関する情報収集を行い、ブラントの女性関係を問題にしていたことがブラントにとって痛撃となった。
ブラントには在任中に女性問題やアルコールに関する噂が絶えず、それを野党やメディアに激しく攻撃されて健康状態を悪化させるほどの精神状態になっており、ノラウ長官にとってはこの女性問題と首相の傍に東側スパイがいたという二重のスキャンダルの深刻化を恐れていた。
そして1974年5月4日にボン郊外での党指導部の会合の折りにヴェーナーに厳しく叱責されたブラントは5月6日にハイネマン大統領宛て辞表を提出した。スパイ事件との関わりで不注意のあった政治的責任をとる旨を記していた。そして財務相のヘルムート・シュミットに連邦首相の座を譲った。

### その後

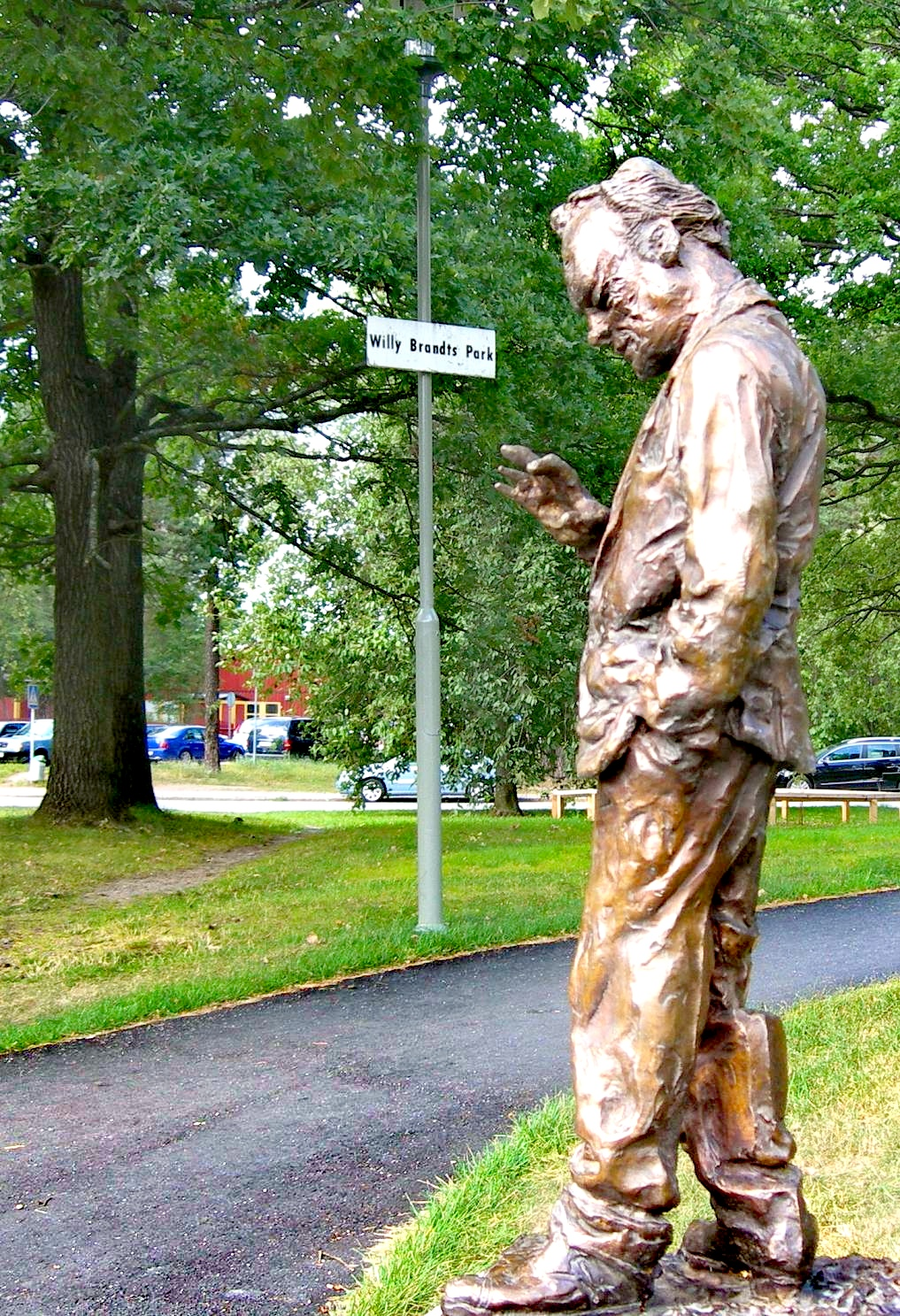
ストックホルム、ヴィリー・ブラント公園にあるブラントの銅像

首相を退いた後もブラントは社会民主党の党首として影響力を保持した。健康状態の悪化もあり1987年に退任するが、その際、希望後継者に党外のジャーナリストを指名して党内から批判の声が上がった（直後の党大会では別の人物が選出された）。退任と同時に終身名誉党首に選出された。

#### 社会主義インターナショナル議長
一方、国際的な活躍も目覚ましく、1976年には社会主義インターナショナル議長に就任した（1992年まで）。1979年から1983年まで欧州議会議員を務め、1977年には世界銀行総裁のロバート・マクナマラに南北問題に関する独立諮問委員会の長に任命され、1980年に「ブラント・レポート」を発表した。またフィデル・カストロ、ミハイル・ゴルバチョフ、鄧小平、エーリッヒ・ホーネッカーなど共産圏の首脳と会見し、緊張緩和・平和推進に尽力した。1990年の湾岸危機の際にはイラクに乗り込んでサッダーム・フセインと直談判、「人間の盾」として人質となっていた194人の在留ドイツ人を解放させドイツに連れ帰った。

#### ベルリンの壁の崩壊
1989年11月9日にベルリンの壁が崩壊した日、ブラントと3人目の妻であるブリギッテはウンケル市に建てた家の引っ越し作業で疲れたため早めに床についた。この日の夕方に行われた東ドイツの記者会見の模様は知っていたが、全くその後の壁の突然の崩壊は知らなかったという。そして早朝に電話のベルで起こされて、緊急にインタビューをしたいとジャーナリストが申し入れた時に知らされた。
そして急ぎイギリスの軍用機に乗ってベルリンに向かった。まだこの時代は西ドイツ機で西ベルリンに飛ぶことは許されていなかったのである。そして西ベルリン市庁舎前の広場での集会に参加した。この集会には昨夜ポーランドから急遽西ベルリンに飛んできたヘルムート・コール首相、ハンス・ディートリッヒ・ゲンシャー外相、ヴァルター・モンパー市長、ユルゲン・ヴォールラーベ市会議長らとともにブラントは演壇に立った。そして検問所を通って東ベルリンに足を運んだ。翌年念願のドイツ再統一がなると、ブラントは連邦議会に首都をボンからベルリンに移転することを提議し、議決された。

#### 私生活
私生活ではブラントは、1941年にノルウェー人女性アンナ・カルロータ・トルキルゼンと結婚し一女をもうけたが、1943年に別居し1948年2月に正式に離婚した。その後に戦時中から親しくしていたノルウェー人のルート・ベルガウスト(本名ルート・ハンセンで夫がいたが1946年に病死している)と結婚、三男をもうけた。32年の結婚生活ののち1980年にルートと離婚、1983年に歴史家のブリギッテ・ゼーバッハーと再婚した。

#### 死去
ブラントは1978年に最初の心臓発作を起こし、一時政治活動を休止したが快復した。1991年、腸にポリープが発見され除去手術を受けたが、ガンの転移が多臓器にわたっており、翌年再手術を受けた時はすでに手遅れになっていた。残された時間を家族と過ごすために退院してウンケル（Unkel）の自宅に隠棲した。そこを前年の末に連邦崩壊によってソ連大統領の地位を追われたゴルバチョフが予告なしに訪問したが、本物と信じなかった妻により追い返されたというエピソードがある。それから1月後の1992年10月8日午後4時32分、ブラントは3番目の妻ゼーバッハーに看取られて息を引き取った。連邦議会はブラントの国葬を決定した。

## 人柄
傷つきやすく、神経質で争いを好まぬ性格であった。人を知る能力も、彼の得意ではなかったという。しかし、もったいぶらず丁重な姿勢で、ウイットある素質を持っていた。そして、上昇志向が強く、野心的で大きな望みを持っていた。だが、彼は青少年時代から、度々政治的にまた個人的に敗北を繰り返したこともあり、政治家としては何十年と、政敵からの中傷に耐え抜きながら神経をすり減らし、首相になった頃には、心身ともに疲れ果てていた。首相就任時は、まだ大丈夫であったが、1974年春には「本当のところ私はへとへとであった」と、後に語り、自分自身のことで苦悩していた。
また、生涯にわたって孤独な人であった。東方外交の交渉役であった腹心のエゴン・バールは「内にこもる人であった」「個々の人たちに心を開くことはめったになかった」と語っている。連邦首相府のホルスト・エームケは、「彼が沈みこむ時には、いつも完全な放心状態で思いがけなく起こる」「一人でいることがよくあり、数日の間は家に臥せって周囲とのコミュニケーションをとらないこともあった」と20年後に語っている。自由民主党(FDP)党首で外相そして後に大統領となったヴァルター・シェールも、同じような見方を示しているが、シェールはブラントの複雑な性格を理解し、次第に友情のような感情を抱いた数少ない一人であった。本当のブラントは、人との交流や緊密な関係を求めていたが「自分の心の奥底を誰にも見せたことがなかった」と言っている。そして一方では「ブラントはとことん誠実で言葉を交わすだけで十分で、文書による申し合わせなど必要でなかった」と述べている。
シェールはまた「あなたのような構造の男を、政府のトップまで押し上げたのは、偶然の異常な積み重ね以外の何ものでもない」と、直接ブラントに語ったという。ブラントを間近でカメラで追っていたカメラマンのロベルト・レーベックは、「この頑固で生真面目な社会民主主義者の評価は、かなりオーバーだ。誰もかれも、大きなビジョン家でリーダーだと思っていたが、ただ彼自身はそうとは思っていなかった」「彼の謎めいた内向的な性格は、彼の支持者の大きな期待に対する防護壁の役割を果たしていた」と語っている。

## 記念物
現在、ベルリンにあるSPDの党本部ビルはブラントを記念して"Willy-Brandt-Haus"と名付けられている。またドイツの各都市にはほとんどと言っていいほどブラントの名を冠した通りがあり、国外ではポルトとリールにもある。ブラントの名を冠した政府系財団もあり、2020年開業予定のベルリン・ブランデンブルク国際空港にもブラントの名が付けられた。また、ブラントの死後から2002年まで流通していた2マルク硬貨の裏面にもブラントの肖像があしらわれていた。